# Térhatású filmek listája
Ez a szócikk a térhatású filmeket sorolja fel. Ezek között vannak nem valódi 3-D filmek. Ezek vagy 2-D filmek konvertálásával készültek, vagy filmtrükk segítségével adták hozzá a térhatás élményét. Ezt a táblázatban a következőképpen jelezzük: 2-D-ben forgatva.

## A 3-D technika korszakai
- 1900–1950 anaglif (vörös és zöld, illetve piros és ciánkék)

Korlátozott minőségben színes képvisszaadásra is alkalmassá tették
- 1950–1970 lentikuláris és Pulfrich 3D[2]

Eltakarásos technika
A lentikuláris technika eredetileg félhenger formájú üveglencse volt. De ugyanezt a nevet használták ahhoz a megoldáshoz is, amelynél függőleges dróthálót helyeznek a vetítővászon elé.
- 1970–1995 a 70 mm-es filmek korszaka

Ezek a filmek 65 mm-es negatívra készülnek. Vetítéskor a hangsávval együtt 70 mm-es kópiát használnak.
- 1995 után: digitális IMAX változatok kora. A klasszikus IMAX széles filmszalagra készült; a mai mozikban digitális adathordozóról vetítik az ugyancsak IMAX nevet viselő filmeket.
- 2010 után: megjelenik a háromdimenziós televíziózás és hozzá a képtovábbítási technika. Lényegét tekintve a lentikuláris technikához hasonló, illetve ahhoz a megoldáshoz, ahogyan térhatású bélyegeket készítettek.

## Bemutatott 3-D filmek
| Cím                                                                              | Bemutató | Gyártó cég | Ország                       | Rendszer                                   | Technika                                           | Képarány | Vetítési idő | Megjegyzés |
| -------------------------------------------------------------------------------- | -------- | --- | ---------------------------- | ------------------------------------------ | -------------------------------------------------- | -------- | ------------ | --- |
| 3D Jamboree                                                                      | 1956     | Walt Disney Productions | United States                | Natural Vision 3-Dimension                 | Duál 35 mm                                         | 1.37:1   |              | Együtt a Melody 1953-mal és a Working for Peanuts-szal |
| 3-D on Parade                                                                    | 1981     | |                              | StereoVision                               | Po                                                 | 2.35:1   |              | |
| 3-Dynavision                                                                     | 1973     | |                              |                                            | Duál 70 mm                                         |          |              | vetítés: Po |
| 6 Mädels rollen ins Wochenend                                                    | 1939     | | Germany                      | Raumfilm-System Zeiss-Ikon                 | Ps vertical                                        | 1.66:1   |              | |
| Abra Cadabra (1983 film)                                                         | 1985     | Adam Packer Film Productions | Australia                    | Triangle 3-D                               | Anaglyph 35 mm                                     | 2.35:1   | 84           | |
| Adam and Six Eves                                                                | 1962     | Desert Productions | United States                | Natural Vision 3-Dimension                 | Duál 35 mm                                         | 1.85:1   | 60           | Csak részben 3-D, síkban vetítették |
| Adolph Zukor Introduces Paravision                                               | 1953     | Paramount Pictures | United States                | Paravision                                 | Duál 35 mm                                         | 1.66:1   |              | |
| Adventures in Animation 3D                                                       | 2004     | TFX Animation Inc., Taarna Studios | Canada                       | IMAX 3D                                    | Duál 70 mm                                         | 1.44:1   | 40           | |
| The Adventures of Shark Boy & Lava Girl                                          | 2005     | Dimension Films, Columbia Pictures, Troublemaker Studios                                                                                          | United States                | Reality Camera System                      | Duál HD                                            | 1.85:1   | 93           | |
| Aerosmith (film)                                                                 | 1983     | | United States                |                                            | Po                                                 | 2.35:1   |              | |
| African Adventure: Safari in the Okavango                                        | 2007     | nWave Pictures | Belgium                      |                                            |                                                    | 1.44:1   | 40           | |
| Air Junction                                                                     | 1953     | | United States                | Stereo Techniques                          | Duál 35 mm                                         |          |              | |
| Aleko (film)                                                                     | 1953     | | Soviet Union                 | Stereofilm                                 | lentikuláris                                       | 1.37:1   |              | |
| Alice in Wonderland (2010 film), Alice csodaországban                            | 2010     | Walt Disney Pictures, Roth Films, Zanuck Company, Team Todd                                                                                       | United States                | Filmed in 2-D                              | Digital 4K                                         | 1.85:1   | 108          | Az IMAX 3-D filmet átkonvertálták 1.44:1 képarányba az utógyártási folyamatban                                                                                     |
| Alien Adventure                                                                  | 1999     | Iwerks Entertainment, Movida, Trix, nWave Pictures                                                                                                | Belgium                      | Iwerks 3-D                                 | Duál 70 mm                                         | 1.44:1   | 35           | |
| Aliens of the Deep                                                               | 2005     | Walt Disney Motion Pictures Group Buena Vista Pictures, Earthship Productions, Walden Media                                                       | United States                | Reality Camera System                      | Duál HD                                            | 1.78:1   | 47           | Eredetileg 35 mm filmre, anaglif technikával 70 mm filmre IMAX (IMAX DMR blow-up) kétsávos bemutatásra.                                                            |
| Állatkerti séta                                                                  | 1952     | Plasztikus Film | Magyarország                 |                                            | Po                                                 | 2.00:1   |              | Bodrossy Félix |
| American Life (film)                                                             | 1953     | | United States                | Bolex Stereo                               | Ps 16 mm                                           | 0.67:1   |              | |
| America's Greatest Roller Coaster Thrills in 3D                                  | 1994     | Telemedia\|Telemedia Productions | United States                | Pulfrich 3-D                               | NTSC                                               | 1.33:1   | 66           | |
| America's Greatest Roller Coaster Thrills 2 in 3D                                | 1996     | | United States                | Pulfrich 3-D                               | NTSC                                               | 1.33:1   | 67           | |
| Amityville 3-D                                                                   | 1983     | De Laurentiis Entertainment Group | United States                | Arriscope, ArriVision 3-D                  | Po 35 mm                                           | 2.35:1   | 105          | |
| The Ant Bully (film)                                                             | 2006     | Warner Bros. Pictures, Playtone, DNA Productions, Legendary Pictures                                                                              | United States                | IMAX 3-D                                   | Duál 70 mm                                         | 1.85:1   | 88           | |
| A*P*E                                                                            | 1976     | Kuk Dong, Lee Ming Film Co. | South Korea                  | SpaceVision 3-D                            | Po 35 mm                                           | 2.35:1   | 87           | |
| Arena (1953 film)                                                                | 1953     | MGM | United States                | Metrovision Tri-Dee                        | Dual 35 mm                                         | 1.37:1   | 83           | |
| Around Is Around                                                                 | 1951     | British Film Institute, National Film Board of Canada                                                                                             | Canada, UK                   | Stereo Techniques                          | Duál 35 mm                                         | 1.37:1   | 10           | |
| L'arrivée du train (Vonat érkezik)                                               | 1903     | | France                       | Stereoscopic Lumière                       | Duál 35 mm                                         |          | 1            | Anaglyph |
| Artista vizsga                                                                   | 1952     | | Hungary                      | Plasztikus Film                            | Po                                                 | 2.00:1   |              | Bodrossy Félix |
| Asylum of the Insane                                                             | 1967     | Sonney-Friedman Pictures | United States                | HorrorScope                                | Anaglyph 35 mm                                     | 1.85:1   | 83           | Only parts of the movie are in 3-D |
| Audioscopiks                                                                     | 1935     | MGM | United States                | Norling-Leventhal 3-Dimensions             | Duál 35 mm                                         | 1.37:1   | 8            | Anaglyph |
| Avatar (2009 film)                                                               | 2009     | 20th Century Fox, Dune Entertainment, Giant Studios, Ingenious Media, Lightstorm Entertainment                                                    | United States                | Fusion Camera System                       | High-definition videoDuál HD                       | 2.35:1   | 162          | IMAX 3-D a mozikban IMAX DMR blow-up technikával 1.78:1 képarányban.                                                                                               |
| Bandit Island                                                                    | 1953     | Robert L. Lippert, Lippert Pictures | United States                | StereoVision                               | Duál 35 mm                                         | 1.37:1   | 25           | |
| Barge Dwellers                                                                   | 1978     | Lenny Lipton |                              | Lipton Three-Dimensional Filmmaking System | Duál Szuper 8 mm film                              |          |              | |
| Supergirls for Love                                                              | 1983     | | Germany                      | Arriscope, ArriVision 3-D                  | Po 35 mm                                           | 2.35:1   | 85           | |
| Be Bop Bamboozled                                                                | 1989     | NBC | United States                | Nuoptix                                    |                                                    |          | 12           | A fele a Super Bowl XXIII volt |
| Begynnelsen                                                                      | 2007     | DKM Forum | Norway                       |                                            | High-definition video Duál HD                      |          |              | |
| Bjelij pudel                                                                     | 1955     | Odessa Studios | Soviet Union                 | Stereokino                                 | Ps 35 mm                                           | 1.37:1   |              | |
| Bella su mesura                                                                  | 1953     | | Italy                        | Tridimensionale Christiani                 | Duál 35 mm                                         |          |              | |
| The Bellboy and the Playgirls                                                    | 1962     | Defin Film, Rapid Film, Screen Rite Picture Company                                                                                               | United States, Germany       | Optovision                                 | Dual 16 mm                                         | 1.66:1   | 94           | Csak részben 3-D. A 2-D jeleneteket 35 mm filmre forgatták. Shown in Ps 35 mm and Anaglyph. Francis Ford Coppolával együttműködésben.                              |
| Beowulf (2007 film)                                                              | 2007     | ImageMovers Digital, Steve Bing, Shangri-La Entertainment                                                                                         | United States                | Digital 3-D                                | Dual HD                                            | 2.35:1   | 115          | Az IMAX 3-D változatot DMR blow-up technikával 70 mmre 1.44:1 képaránnyal.                                                                                         |
| Bermuda Isle of Dreams                                                           | 1953     | |                              | Bolex Stereo                               | Ps 16 mm                                           | 0.67:1   |              | |
| Black Lolita                                                                     | 1975     | Deep Vision Corporation | United States                | DeepVision                                 | Anaglyph 35 mm                                     | 1.37:1   | 85           | Wildcat Women címen is ismert |
| The Black Swan (1952 film)                                                       | 1952     | | UK                           | Stereo Techniques                          | Dual 35 mm                                         | 1.37:1   |              | |
| Hot Skin                                                                         | 1977     | 3-D TV Corporation | United States                | DeepVision                                 | Anaglyph 35 mm                                     | 2.35:1   | 85           | Blonde Emmanuelle in 3-D címen és The Disco Dolls in Hot Skin címen is ismert                                                                                      |
| Bolt (2008 film)                                                                 | 2008     | Walt Disney Pictures, Walt Disney Animation Studios                                                                                               | United States                | Disney Digital 3-D                         | High-definition videó, Duál HD                     | 1.85:1   | 96           | |
| Boo Moon                                                                         | 1954     | Famous Studios | United States                | Stereotoon                                 | Dual 35 mm                                         | 1.85:1   | 6            | |
| The Bounty Hunter (1954 film)                                                    | 1954     | Transcona Enterprises | United States                | WarnerVision                               | Dual 35 mm                                         | 1.85:1   | 79           | 2-D-ben mutatták be |
| BREATHE (3D)                                                                     | 2010     | Coral Bark Productions | United Kingdom               | Redcode RAW                                | Dual HD                                            | 1.85:1   | 9            | |
| The Bubble (1966 film)                                                           | 1966     | Arch Oboler Productions, Midwestern MagicVuers | United States                | SpaceVision 3-D                            | Po 35 mm                                           | 2.35:1   | 112          | Fantastic Invasion of Planet Earth és The Zoo címen is ismert |
| Bugs!                                                                            | 2003     | The Film Consortium, Principal Large Format, SK Films, The UK Film & TV Production Company PLC, UK Film Council                                   | UK                           | IMAX 3-D                                   | Dual 70 mm                                         | 1.44:1   | 40           | |
| Bullfighting in Spain (film)                                                     | 1953     | | UK                           | Stereo Techniques                          | Dual 35 mm                                         |          |              | |
| Bwana Devil                                                                      | 1952     | Gulu Productions, Arch Oboler | United States                | Natural Vision 3-Dimension                 | Dual 35 mm                                         | 1.37:1   | 79           | |
| Camp Blood                                                                       | 1999     | SNJ Productions | United States                | Nu-View                                    | Standard-definition television, szekvenciális      | 1.33:1   | 73           | |
| Camp Blood 2                                                                     | 2000     | | United States                | Nu-View                                    | Standard-definition television, szekvenciális      | 1.33:1   | 90           | |
| The Capitol Hill Girls                                                           | 1977     | 3-D Cinema Productions | United States                | LazerVision                                | Ps 35 mm                                           | 1.37:1   | 80           | |
| Capstan Cigarettes                                                               | 1953     | | UK                           | Stereo Techniques                          | Dual 35 mm                                         |          |              | Cigaretta reklám |
| Captain EO                                                                       | 1986     | Three D D D Productions, Eastman Kodak Company, Lucasfilm, MKD Productions, Walt Disney Imagineering                                              | United States                | Disney 3-D                                 | Dual 70 mm                                         | 2.20:1   | 17           | |
| Captain Milkshake                                                                | 1970     | Richmark | United States                | Cinedepth                                  | Dual 35 mm                                         | 2.35:1   | 89           | Was only shot partly in 3-D. Was released in 2-D. |
| Carnival in April                                                                | 1953     | Universal Pictures | United States                | Universal 3-D                              | Dual 35 mm                                         | 1.85:1   | 18           | |
| Cat-Women of the Moon                                                            | 1953     | Z-M Productions | United States                | Tru-Stereo                                 | Dual 35 mm                                         | 1.85:1   | 64           | |
| Cats & Dogs: The Revenge of Kitty Galore                                         | 2010     | CD2 Films, Mad Chance, Polymorphic Pictures, Village Roadshow Pictures                                                                            | United States, Australia     | Filmed in 2-D                              |                                                    | 1.85:1   | 82           | A filmet az utógyártásnál konvertálták 3-D-be. |
| Cavalleria rusticana                                                             | 1953     | Excelsa Film | Italy                        | Tridimensionale Christiani                 | Dual 35 mm                                         | 1.37:1   | 80           | A Parasztbecsület című opera adaptációja |
| Cease Fire!                                                                      | 1953     | Paramount Pictures | United States                | Paravision                                 | Dual 35 mm                                         | 1.66:1   | 75           | |
| Chain Gang (1984 film)                                                           | 1984     | E.O. Corporation, Regency Productions | United States                | StereoVision                               | Po 35 mm                                           | 2.35:1   | 86           | |
| The Chamber Maids                                                                | 1972     | |                              |                                            | Ps anamorf                                         | 1.33:1   |              | |
| Champagnegalopp                                                                  | 1975     | Film AB Robur, Unicorn Enterprises | Sweden                       | Wondavision                                | Ps vertical 35 mm                                  | 1.66:1   | 93           | Angolul A Man with a Maid, Teenage Tickle Girls, The Groove Room és What the Swedish Butler Saw címen is játszották.                                               |
| The Charge at Feather River                                                      | 1953     | Warner Bros. Pictures | United States                | Natural Vision 3-Dimension                 | Dual 35 mm                                         | 1.37:1   | 95           | |
| Cselovjek v zelenoj percsatke                                                    | 1968     | | Soviet Union                 | Stereo 70                                  | Ps 70 mm                                           | 1.37:1   | 74           | |
| Chicken Little (2005 film)                                                       | 2005     | Walt Disney Pictures, Walt Disney Animation Studios, Walt Disney Feature Animation                                                                | United States                | Disney Digital 3-D                         | High-definition video, Duál HD                     | 1.85:1   | 81           | |
| My Dear Kuttichathan                                                             | 1984     | Navodaya | India                        | StereoVision                               | Po 35 mm                                           | 2.35:1   | 96           | |
| A Christmas Carol (2009 film)                                                    | 2009     | Walt Disney Pictures, ImageMovers Digital | United States                | Disney Digital 3-D                         | High-definition video, Duál HD                     | 1.85:1   | 98           | Az IMAX 3-D változat kettős 70 mm filmen, 1.44:1 képaránnyal jelent meg.                                                                                           |
| Circus of Love                                                                   | 1958     | | Germany                      | Raumfilm-System Zeiss-Ikon                 | Ps vertical                                        | 1.66:1   |              | |
| Cloudy with a Chance of Meatballs (film)                                         | 2009     | Sony Pictures Animation | United States                | Digital 3-D                                | High-definition video, Duál HD                     | 2.35:1   | 90           | IMAX 3-D változatban kettős 70 mm filmen 1.44:1 képaránnyal. |
| Clash of the Titans (2010 film)                                                  | 2010     | Warner Bros., Legendary Pictures, Thunder Road Pictures, The Zanuck Company                                                                       | UK, United States            | Filmed in 2-D                              | 35 mm                                              | 2.35:1   | 106          | Az utógyártási műveleteknél konvertálták 3-D-be. |
| College Capers                                                                   | 1953     | Lippert Studios | United States                | StereoVision                               | Dual 35 mm                                         | 1.37:1   | 16           | |
| Come Closer                                                                      | 1952     | |                              |                                            | Dual 16 mm                                         |          |              | |
| Comin' at Ya!                                                                    | 1981     | C.A.U. Productions, Universum Film AG | Italy, Spain, United States  | Optimax III                                | Po 35 mm                                           | 2.35:1   | 91           | |
| Composition 4 (film)                                                             | 1945     | |                              |                                            | Ps 16 mm                                           | 1.33:1   |              | |
| Con la muerte a la espalda                                                       | 1967     | Balcázar Producciones Cinematográficas, CFFP, Francais du Film, West Fides Comptoir, West Film                                                    | Spain, France, Italy         | StereoVision 70                            | Po 70 mm                                           | 2.20:1   | 86           | Angol címe: With Death on Your Back |
| Coraline (film)                                                                  | 2009     | Focus Features, Laika (company), Laika Entertainment, Pandemonium                                                                                 | United States                | Digital 3-D                                | High-definition video, Duál HD                     | 1.85:1   | 100          | |
| El corazón y la espada                                                           | 1953     | | Mexico                       | Tercera Dimensión Bríceno                  | Dual 35 mm                                         | 1.37:1   | 80           | Anaglyph |
| The Coronation of Queen Elizabeth                                                | 1953     | | UK                           | Dudley 3-D                                 | Ps vertical                                        | 1.37:1   |              | |
| Creature from the Black Lagoon                                                   | 1954     | Universal International Pictures | United States                | Universal 3-D                              | Dual 35 mm                                         | 2.00:1   | 79           | |
| Cyberheidi 3D                                                                    | 2002     | Virtual Experience | Germany                      |                                            |                                                    |          | 15           | |
| Dangerous Mission                                                                | 1954     | RKO Radio Pictures | United States                | Future Dimension                           | Dual 35 mm                                         | 1.75:1   | 75           | |
| A Day at the Del Mar Fair                                                        | 1987     | | United States                | Western 3-D                                | Ps vertical Super 8                                | 1.66:1   |              | |
| Gyenyi csudeszkikh vpecsatlenij                                                  | 1949     | | Soviet Union                 | Stereofilm                                 | Ps                                                 | 1.37:1   |              | |
| Denmark Live                                                                     | 1974     | | Denmark                      |                                            | Ps 35 mm                                           | 1.33:1   |              | |
| Deep Sea 3D                                                                      | 2006     | Warner Bros. Pictures, IMAX | Canada, United States        | IMAX 3-D                                   | Dual 70 mm                                         | 1.44:1   | 41           | |
| Delusion 3D                                                                      | 2008     | Virtual Experience | Germany                      |                                            |                                                    |          | 30           | |
| Despicable Me                                                                    | 2010     | Illumination Entertainment | United States                | Digital 3-D                                |                                                    | 1.85:1   | 95           | |
| Devil's Canyon (1953 film)                                                       | 1953     | RKO Radio Pictures | United States                | Natural Vision 3-Dimension                 | Dual 35 mm                                         | 1.37:1   | 92           | |
| Dial M for Murder (Gyilkosság telefonhívásra)                                    | 1954     | Warner Bros. Pictures | United States                | WarnerVision                               | Dual 35 mm                                         | 1.85:1   | 105          | |
| The Diamond Wizard                                                               | 1954     | Gibraltar Films Ltd. | UK                           | Spacemaster 3-D                            | Dual 35 mm                                         | 1.66:1   | 83           | Was released in 2-D |
| Dimensions in Time                                                               | 1993     | | UK                           | Pulfrich 3-D                               | PAL                                                | 1.33:1   | 13           | |
| Dinosaurs & Other Amazing Creatures                                              | 1995     | | United States                | Pulfrich 3-D                               | Standard-definition television                     | 1.33:1   | 110          | |
| Diet Coke Commercial                                                             | 1989     | |                              | Nuoptix                                    |                                                    |          | 1            | Aired during Super Bowl XXIII |
| The Dimension of Oldsmobile Quality                                              | 1981     | General Motors | United States                | StereoVision                               | Po                                                 | 2.35:1   |              | |
| Dogs of Hell                                                                     | 1982     | E.O. Corporation | United States                | Future Dimensions                          | Po 35 mm                                           | 2.35:1   | 89           | |
| Domo Arigato (film)]]                                                            | 1972     | | United States                | SpaceVision 3-D                            | Po 35 mm                                           | 2.35:1   | 91           | |
| Doom Town (film)                                                                 | 1953     | |                              | Todd-Dunning 3-D                           | Dual 35 mm                                         | 1.37:1   |              | Also known as Assignment A-Bomb |
| Down the Hatch                                                                   | 1953     | Columbia Pictures | United States                | Columbia 3-D                               | Dual 35 mm                                         | 1.85:1   | 17           | |
| Dragonfly Squadron                                                               | 1954     | Monogram Pictures, Allied Artists Pictures | United States                | Monogram 3-D                               | Dual 35 mm                                         | 1.85:1   | 82           | Was released in 2-D |
| Dragocennij podarok                                                              | 1956     | Gorkij Filmstúdió | Soviet Union                 | Stereofilm                                 | Ps                                                 | 1.37:1   | 80           | |
| Drums of Tahiti                                                                  | 1954     | Columbia Pictures | United States                | Columbia 3-D                               | Dual 35 mm                                         | 1.85:1   | 73           | |
| Druzsok                                                                          | 1958     | Gorkij Film Studio | Soviet Union                 | Stereokino                                 | lentikuláris 35 mm                                 | 1.37:1   | 67           | |
| Ecstasy '72                                                                      | 1971     | | United States                | Optovision                                 | Dual 16 mm                                         |          |              | Csak részben 3-D. Bemutatva 35 mm Ps anamorf változatban 1.33:1.                                                                                                   |
| Emmanuelle 4                                                                     | 1984     | AS Productions, Sara Films | France                       | Arriscope, ArriVision 3-D                  | Po 35 mm                                           | 2.35:1   | 90           | Új jelenetek az Egyesült Államokban való bemutatás céljából StereoVision 3-D változatban.                                                                          |
| Encounter in the Third Dimension                                                 | 1999     | Iwerks Entertainment, Luminair Film Productions, Movida, nWave Pictures                                                                           | Belgium                      | Iwerks 3-D                                 | Dual 70 mm                                         | 1.44:1   | 40           | |
| Escape from Beyond                                                               | 1984     | The Cannon Group |                              | Wonder-Vision 3-D                          | Po                                                 | 2.35:1   |              | |
| Experiments in Love                                                              | 1976     | |                              | StereoVision                               | Ps anamorf                                         | 1.33:1   |              | |
| Faust (1922 film)                                                                | 1922     | | France                       |                                            | Dual 35 mm                                         |          |              | Anaglyph |
| The Final Destination                                                            | 2009     | New Line Cinema, Practical Pictures, Parallel Zide, FlipZide Pictures                                                                             | United States                | Fusion Camera System                       | Duál HD                                            | 2.35:1   | 82           | |
| The Flesh and Blood Show                                                         | 1972     | | UK, United States            | Spacemaster 3-D                            | Dual 35 mm                                         | 1.75:1   | 93           | Csak részben 3-D. Anaglyph változatban. |
| Andy Warhol's Frankenstein, Flesh for Frankenstein                               | 1973     | Compagnia Cinematografica Champion, Braunsberg Productions, Carlo Ponti, Rassam Productions                                                       | United States, Italy, France | SpaceVision 3-D                            | Po 35 mm                                           | 2.35:1   | 95           | Andy Warhol's Frankenstein néven is ismeretes |
| Flight to Tangier                                                                | 1953     | Paramount Pictures | United States                | Dynoptic 3-D                               | Dual 35 mm                                         | 1.66:1   | 90           | |
| Flying at Ya' Android Kikaider                                                   | 1973     | Ishimori Productions, Toei Company | Japan                        |                                            | Dual 35 mm                                         | 2.35:1   | 33           | Anaglyph |
| Flying Carpet (film)                                                             | 1952     | | UK                           | Stereo Techniques                          | Dual 35 mm                                         |          |              | |
| Fly Me to the Moon (film)                                                        | 2008     | nWave Pictures, Illuminata Pictures | Belgium                      | Digital 3-D                                | Dual 70 mm                                         | 1.44:1   | 84           | |
| Forest (1978 film)                                                               | 1978     | |                              | Lipton Three-Dimensional Filmmaking System | Dual Super 8                                       |          |              | |
| Fort Ti                                                                          | 1953     | Esskay Pictures Corporation | United States                | Natural Vision 3-Dimension                 | Dual 35 mm                                         | 1.37:1   | 73           | |
| The Fortune Hunters (film)                                                       | 1953     | | Japan                        |                                            | Dual 35 mm                                         |          |              | |
| Four-D                                                                           | 1953     | |                              | Nord 3-D                                   | Ps 16 mm                                           | 0.67:1   |              | |
| Freddy's Dead: The Final Nightmare                                               | 1991     | New Line Cinema, Nicolas Entertainment | United States                | Freddy-Vision 3-D                          | Dual 35 mm                                         | 1.85:1   | 89           | Csak részben 3-D. Anaglyph. A Nightmare on Elm Street 6: The Dream Lover. címen is ismert                                                                          |
| Foxy Boxing                                                                      | 1983     | | United States                |                                            | Dual Video                                         | 1.33:1   |              | Anaglyph |
| The French Line                                                                  | 1953     | RKO Radio Pictures | United States                | Future Dimension                           | Dual 35 mm                                         | 1.66:1   | 102          | |
| Friday the 13th Part III                                                         | 1982     | Paramount Pictures, Georgetown Productions Inc., Jason Productions                                                                                | United States                | 3-Depix                                    | Po 35 mm                                           | 2.35:1   | 95           | |
| Funk (film)                                                                      | 1976     | | United States                | Super Touch 3-D                            | Po 35 mm                                           | 2.35:1   |              | |
| Ghosts of the Abyss                                                              | 2003     | Earthship Productions, Walden Media, Walt Disney Pictures                                                                                         | United States                | Reality Camera System                      | Duál HD                                            | 1.78:1   | 59           | 35 mm hordozón Anaglyph, digitális anaglyph és dupla 70 mm, (IMAX).                                                                                                |
| G-Force (film)                                                                   | 2009     | Jerry Bruckheimer Films, Walt Disney Pictures, Whamaphram Productions                                                                             | United States                | Filmed in 2-D                              | 35 mm                                              | 1.85:1   | 88           | Utógyártásnál 3-D-be konvertálva. |
| Girls: Wet & Wild in 3D                                                          | 1993     | Revelation Video Productions Ltd. | United States                | Pulfrich 3-D                               | Standard-definition television                     | 1.33:1   | 79           | Részben 3-D. 2-D részletek 16 mm változatban. |
| The Glass Web                                                                    | 1953     | Universal International Pictures | United States                | Universal 3-D                              | Dual 35 mm                                         | 1.85:1   | 81           | |
| Gog (film)                                                                       | 1954     | Ivan Tors Productions | United States                | Natural Vision 3-Dimension                 | Dual 35 mm                                         | 1.85:1   | 85           | Pola-Lite 3-D változatban, Ps vertical 1.66:1 |
| Gorilla at Large                                                                 | 1954     | Panoramic Productions | United States                | Clear-Vision                               | Dual 35 mm                                         | 1.66:1   | 83           | Pola-Lite 3-D változatban, Ps vertical 1.66:1 |
| Grand Canyon (1923 film)                                                         | 1923     | |                              | Parker 3-D                                 | Dual 35 mm                                         |          |              | Anaglyph |
| Gun Fury                                                                         | 1953     | Columbia Pictures | United States                | Columbia 3-D                               | Dual 35 mm                                         | 1.85:1   | 83           | |
| Hannah Lee: An American Primitive                                                | 1953     | Realart Pictures Inc. Jack Broder Productions Inc.                                                                                                | United States                | Stereo-Cine                                | Dual 35 mm                                         | 1.37:1   | 75           | Outlaw Territory néven is vetítették |
| Hannah Montana & Miley Cyrus: Best of Both Worlds Concert                        | 2008     | PACE, Walt Disney Pictures | United States                | Disney Digital 3-D                         | Duál HD                                            | 1.85:1   | 74           | |
| Harry Potter and the Order of the Phoenix (film), Harry Potter és a főnix rendje | 2007     | Warner Bros. Pictures, Heyday Films, Cool Music                                                                                                   | UK, United States            | 2-D-ben forgatták                          | 35 mm                                              | 2.35:1   | 138          | Az elkészült film legnagyobb része 2-D-ben forgatva. Bár IMAX 3-D mozikban 70 mm film IMAX DMR blow-up technikával az bemutatójából 20 percet 3-D-be konvertáltak. |
| Harry Potter and the Half-Blood Prince (film) Harry Potter és a félvér herceg    | 2009     | Warner Bros. Pictures, Heyday Films | UK, United States            | Filmed in 2-D                              | 35 mm                                              | 2.35:1   | 153          | A film legnagyobb része 2-D-ben készült, azonban IMAX 3-D mozik számára 70 mm hordozóra 15 perces bemutatót készítettek 3-D-ben.                                   |
| Haunted Castle (2001 film)                                                       | 2001     | Movida, Trix, nWave Pictures | Belgium, United States       | Iwerks 3-D                                 | Dual 70 mm                                         | 1.44:1   | 38           | |
| Heartbound                                                                       | 1925     | Stereoscopic Film Company | United States                | Stereoscopic                               | Dual 35 mm                                         | 1.33:1   |              | Anaglyph |
| Heavy Equipment                                                                  | 1977     | | United States                | 3-Dimensions                               | Ps 16 mm                                           | 1.33:1   |              | Anaglyph |
| Hit the Road Running                                                             | 1983     | E.O. Corporation | United States                | Future Dimensions                          | Po 35 mm                                           | 2.35:1   | 89           | |
| Holsum Bread                                                                     | 1953     | |                              | Bolex Stereo                               | Ps 16 mm                                           | 0.67:1   |              | |
| Hondo (film)                                                                     | 1953     | Wayne-Fellows Productions | United States                | WarnerVision                               | Dual 35 mm                                         | 1.85:1   | 83           | |
| Honey, I Shrunk the Audience!                                                    | 1994     | Theme Park Productions | United States                | Disney 3-D                                 | Dual 70 mm                                         | 2.20:1   | 23           | |
| Hot Heir                                                                         | 1984     | E.O. Corporation | United States                | Future Dimensions                          | Po 35 mm                                           | 2.35:1   | 90           | The Great Balloon Chase címmel is vetítették |
| House of Wax (1953 film) Viasztestek                                             | 1953     | Bryan Foy Productions, Warner Bros. Pictures | United States                | Natural Vision 3-Dimension                 | Dual 35 mm                                         | 1.37:1   | 90           | André de Tóth |
| How to walk                                                                      | 1983     | |                              | Bolex Stereo                               | Ps 16 mm                                           | 0.67:1   |              | |
| How to Train Your Dragon (film), Így neveld a sárkányodat                        | 2010     | DreamWorks Animation, Mad Hatter Entertainment, Mad Hatter Films, Vertigo Entertainment                                                           | United States                | Digital 3-D                                | High-definition video, Duál HD                     | 2.35:1   | 98           | IMAX 3-D mozik számára dupla 70 mm (IMAX DMR blow-up technikával) 1,44:1 képarányban.                                                                              |
| Hyperspace (film)                                                                | 1984     | Regency Productions | United States                | StereoVision                               | Po 35 mm                                           | 2.35:1   | 90           | |
| Hypnotic Hick                                                                    | 1953     | Walter Lantz Productions | United States                | Lantz 3-D                                  | Dual 35 mm                                         | 1.85:1   | 6            | |
| I, the Jury (1953 film)                                                          | 1953     | Parklane Pictures Inc. | United States                | StereoVision                               | Dual 35 mm                                         | 1.37:1   | 87           | |
| I Was a Burlesque Queen                                                          | 1953     | Matty Kemp Productions | United States                |                                            | Dual 35 mm                                         | 1.37:1   |              | Csak részben 3-D. Anaglyph. |
| Ice Age: Dawn of the Dinosaurs                                                   | 2009     | Blue Sky Studios | United States                | Computer graphics Digital 3-D              | High-definition video, Duál HD                     | 1.85:1   | 94           | |
| The III-D Olympiad                                                               | 1986     | Stereo Club of Southern California | United States                | Elgeet Stereo                              | Ps 16 mm                                           | 0.67:1   | 6            | |
| Imagine (1993 film)                                                              | 1993     | Wild World Films | United States                | IMAX 3-D                                   | Dual 70 mm                                         | 1.44:1   | 22           | |
| In the Steppes                                                                   | 1948     | | Soviet Union                 |                                            | lentikuláris                                       |          |              | |
| In Tune with Tomorrow                                                            | 1939     | Polaroid Corporation | United States                | Loucks & Norling 3-Dimension               | Dual 35 mm                                         | 1.37:1   | 15           | New Dimensions címen újra forgatták. |
| Indian Summer (1953 film)                                                        | 1953     | |                              | Bolex Stereo                               | Ps 16 mm                                           | 0.67:1   |              | |
| Inferno (1953 film)                                                              | 1953     | 20th Century Fox | United States                | Clear-Vision                               | Dual 35 mm                                         | 1.37:1   | 83           | |
| International Stewardesses                                                       | 1974     | |                              | StereoVision                               | Ps                                                 | 0.67:1   |              | Was shown Po 1.75:1 |
| It Came from Outer Space                                                         | 1953     | Universal International Pictures | United States                | Universal 3-D                              | Dual 35 mm                                         | 1.37:1   | 81           | |
| Chhota Chetan                                                                    | 1998     | | India                        |                                            |                                                    |          |              | |
| It's Tough to be a Bug!                                                          | 1998     | Rhythm and Hues Studios | United States                |                                            | Dual 70 mm                                         |          | 9            | |
| Jaws 3-D                                                                         | 1983     | Alan Landsburg Productions, MCA Theatricals, Universal Studios                                                                                    | United States                | Arriscope, ArriVision 3-D                  | Po 35 mm                                           | 2.35:1   | 99           | |
| Jesse James vs. the Daltons                                                      | 1954     | Esskay Pictures Corporation | United States                | Columbia 3-D                               | Dual 35 mm                                         | 1.85:1   | 65           | |
| Jim Henson's Muppet*Vision 3D                                                    | 1991     | Jim Henson Productions | United States                |                                            | Dual 70 mm                                         | 2.20:1   | 20           | |
| Jivaro (film)\|Jivaro                                                            | 1954     | Paramount Pictures | United States                | Paravision                                 | Dual 35 mm                                         | 1.66:1   | 92           | Was released in 2-D |
| Journey to the Center of the Earth (2008 film)                                   | 2008     | New Line Cinema, Walden Media | United States                | Fusion Camera System                       | High-definition video, Duál HD                     | 1.85:1   | 93           | |
| Jonas Brothers: The 3D Concert Experience                                        | 2009     | Walt Disney Pictures | United States                | Fusion Camera System                       | High-definition video, Duál HD                     | 1.85:1   | 76           | |
| Karandas na lidu                                                                 | 1948     | | Soviet Union                 | Stereofilm                                 | lentikuláris                                       | 1.37:1   |              | |
| Ketto                                                                            | 1953     | | Japan                        | Shochiku Natural Vision                    | Ps                                                 | 1.33:1   |              | |
| Kiss Me Kate (film)                                                              | 1953     | Metro-Goldwyn-Mayer, Loews Cineplex Entertainment                                                                                                 | United States                | Metrovision Tri-Dee                        | Dual 35 mm                                         | 1.75:1   | 109          | |
| Kino-koncert                                                                     | 1941     | Lenfilm Studio | Soviet Union                 | Stereokino                                 | lentikuláris                                       | 1.37:1   |              | |
| Koszolapij drug                                                                  | 1941     | | Soviet Union                 | Stereofilm                                 | Ps                                                 | 1.37:1   |              | |
| Krusztallij                                                                      | 1948     | | Soviet Union                 | Stereofilm                                 | lentikuláris                                       | 1.37:1   |              | |
| Larger Than Life in 3D                                                           | 2009     | Action 3D Productions, AEG Live | United States                |                                            |                                                    |          | 88           | |
| The Last Airbender                                                               | 2010     | Paramount Pictures, Nickelodeon Movies, Blinding Edge Pictures, The Kennedy-Marshall Company                                                      | United States                | Filmed in 2-D                              | 35 mm                                              | 2.35:1   | 103          | Az utómunkálatok során konvertálták 3-D-be. |
| Liebe in drei Dimensionen                                                        | 1973     | Constantin Film, Rapid Film | Germany                      | Triarama                                   | Ps anamorf 70 mm                                   | 2.20:1   | 93           | 35 mm prints were Po 2.35:1 |
| Hard Candy (1976 film)                                                           | 1976     | Deep Vision Corporation, Hologram Productions | United States                | DeepVision                                 | Anaglyph 35 mm                                     | 2.35:1   | 75           | Vetítették M 3-D! The Movie és The Lollipop Girls címen is |
| London Tribute                                                                   | 1953     | | UK                           | Stereo Techniques                          | Dual 35 mm                                         |          |              | |
| Louisiana Territory (film)                                                       | 1953     | RKO Radio Pictures | United States                | Future Dimension                           | Dual 35 mm                                         | 1.37:1   | 63           | |
| Lumber Jack-Rabbit                                                               | 1954     | Warner Bros. Pictures | United States                | Burton 3-D                                 | Dual 35 mm                                         | 1.37:1   | 7            | |
| Luna-cy!                                                                         | 1925     | Ives-Leventhal Stereoscopiks | United States                | Stereoscopiks                              | Dual 35 mm                                         | 1.33:1   |              | Anaglyph |
| The Mad Magician                                                                 | 1954     | Columbia Pictures | United States                | Columbia 3-D                               | Dual 35 mm                                         | 1.85:1   | 72           | |
| Magic Journeys                                                                   | 1982     | Eastman Kodak Company, Walt Disney Ingenieering                                                                                                   | United States                | Disney 3-D                                 | Dual 70 mm                                         | 2.20:1   | 16           | |
| Magnificent Bodyguards                                                           | 1978     | Lo Wei Motion Picture Company | Hongkong                     | Ultra Vision                               | Dual 35 mm                                         | 2.35:1   | 101          | Was released in Po 2.35:1 |
| Magnificent Desolation: Walking on the Moon 3D                                   | 2005     | IMAX, Playtone, Herzog-Cowen Entertainment | United States                | IMAX 3-D                                   | Dual 70 mm                                         | 1.44:1   | 40           | |
| Man in the Dark                                                                  | 1953     | Columbia Pictures | United States                | Columbia 3-D                               | Dual 35 mm                                         | 1.37:1   | 70           | Eredetileg szépia színezéssel mutatták be. |
| The Man Who Wasn't There (1983 film)                                             | 1983     | Paramount Pictures | United States                | Optimax III                                | Po 35 mm                                           | 2.35:1   | 111          | |
| Manhole (1978 film)                                                              | 1978     | Richard the First Productions | United States                | 3-Depix                                    | Po                                                 | 2.00:1   |              | |
| La Marca del Hombre Lobo                                                         | 1968     | Maxper Producciones Cinematográficas | Spain, Germany               | Hi-Fi Stereo 70                            | Ps anamorf 70 mm                                   | 2.20:1   | 88           | Az Egyesült Államokban Po változatban, 35 mm 2.00:1 képaránnyal Frankenstein's Bloody Terror címen mutatták be.                                                    |
| Mark Twain's America in 3D                                                       | 1998     | Ogden Entertainment | United States                | IMAX 3-D                                   | Dual 70 mm                                         | 1.44:1   | 52           | |
| Masina 22-12                                                                     | 1949     | | Soviet Union                 | Stereofilm                                 | lentikuláris                                       | 1.37:1   |              | |
| The Mask (1961 film)                                                             | 1961     | Beaver-Champion Attractions, Taylor Roffman Productions                                                                                           | Canada                       | Depth Dimension                            | Dual 35 mm                                         | 1.85:1   | 83           | Csak az álomjelenetek készültek 3-D-ben. Anaglyph. |
| Majskaja nocs                                                                    | 1953     | | Soviet Union                 | Stereofilm                                 | lentikuláris                                       | 1.37:1   |              | |
| The Maze (1953 film)                                                             | 1953     | Monogram Pictures, Allied Artists Pictures | United States                | Monogram 3-D                               | Dual 35 mm                                         | 1.37:1   | 80           | |
| Meet the Robinsons                                                               | 2007     | Walt Disney Animation Studios, Walt Disney Pictures                                                                                               | United States                | Disney Digital 3-D                         | High-definition video, Duál HD                     | 1.85:1   | 95           | 35 mm-es változatban is, hagyományos filmszínházak számára |
| Melody (1953 film)                                                               | 1953     | Walt Disney Productions | United States                | Disney 3-D                                 | Dual 35 mm                                         | 1.37:1   | 10           | |
| Metalstorm: The Destruction of Jared-Syn                                         | 1983     | Albert Band International Productions Inc., Hollywood Films                                                                                       | United States                | StereoVision                               | Po 35 mm                                           | 2.35:1   | 84           | |
| Metroscopix                                                                      | 1953     | |                              | Metroscopix                                | Dual 35 mm                                         |          |              | Anaglyph eljárással, Audioscopiks, The New Audioscopiks és a Third Dimensional Murder cím alatt.                                                                   |
| The Milwaukee Braves versus the Chicago Cubs                                     | 1953     | | United States                | Bolex Stereo                               | Ps 16 mm                                           | 0.67:1   |              | Baseball game |
| Misadventures in 3D                                                              | 2003     | nWave Pictures | Belgium                      | nWave 3-D                                  | Dual 70 mm                                         | 1.44:1   | 40           | |
| Miss Sadie Thompson                                                              | 1953     | Columbia Pictures | United States                | Columbia 3-D                               | Dual 35 mm                                         | 1.85:1   | 91           | |
| Money from Home                                                                  | 1953     | Paramount Pictures | United States                | Dynoptic 3-D                               | Dual 35 mm                                         | 1.37:1   | 100          | |
| Monster House (film)                                                             | 2006     | Columbia Pictures, Relativity Media, ImageMovers Digital, Amblin Entertainment, Sony Pictures Animation                                           | United States                | Computer graphics Digital 3-D              | High-definition video Duál HD                      | 2.35:1   | 91           | |
| Monsters vs. Aliens                                                              | 2009     | DreamWorks Animation | United States                | Computer graphics Digital 3-D              | High-definition video, Duál HD                     | 1.85:1   | 94           | Kettős IMAX 3-D film 70 mm, 1,44:1 képarányban |
| The Moonlighter                                                                  | 1953     | Joseph Bernhard Productions Inc. | United States                | Natural Vision 3-Dimension                 | Dual 35 mm                                         | 1.37:1   | 77           | |
| Movies of the Future                                                             | 1922     | | United States                | Plasticon 3-D                              | Dual 35 mm                                         | 1.33:1   |              | Plasticons címen is bemutatták, Anaglyph technikával. |
| Mud Madness                                                                      | 1983     | | United States                |                                            |                                                    |          | 48           | |
| My Bloody Valentine 3D                                                           | 2009     | Lions Gate Entertainment\|Lionsgate | United States                | Redcode RAW                                | High-definition video, Duál HD                     | 1.85:1   | 101          | |
| Na zlatom kriltsze szideli                                                       | 1986     | Gorkij Film Stúdió | Soviet Union                 | Stereo 70                                  | Ps 70 mm                                           | 1.37:1   | 72           | |
| Nalim                                                                            | 1953     | | Soviet Union                 | Stereofilm                                 | Ps                                                 | 1.37:1   |              | |
| Nat 'King' Cole and Russ Morgan and His Orchestra                                | 1953     | Universal International Pictures | United States                | Universal 3-D                              | Dual 35 mm                                         | 1.37:1   | 18           | másik címe: Nat 'King' Cole Sings 'Pretend' |
| Nature Trail                                                                     | 1986     | |                              | Powell 3-D                                 | Ps vertical Super 8                                | 1.33:1   | 4            | |
| The Nebraskan                                                                    | 1953     | Columbia Pictures | United States                | Columbia 3-D                               | Dual 35 mm                                         | 1.85:1   | 68           | |
| Nyeobiknovennije etjudi                                                          | 1963     | | Soviet Union                 | Stereofilm                                 | Ps                                                 | 1.37:1   |              | |
| Nyet i da                                                                        | 1968     | | Soviet Union                 | Stereo 70                                  | Ps 70 mm                                           | 1.37:1   |              | |
| The New Audioscopiks                                                             | 1938     | MGM | United States                | Norling-Leventhal 3-Dimensions             | Dual 35 mm                                         | 1.37:1   | 8            | Anaglyph |
| New Dimensions (film)\|New Dimensions                                            | 1940     | Polaroid | United States                | Loucks & Norling 3-Dimensions              | Dual 35 mm                                         |          | 15           | 1953-ban Motor Rhythm címmel is forgalmazták |
| New York City (film)                                                             | 1922     | |                              | Plasticon 3-D                              | Dual 35 mm                                         |          |              | |
| Niagara Falls (1914 film)                                                        | 1914     | Vitagraph Company of America | United States                | Porter-Waddell Stereoscopic Process        | Dual 35 mm                                         | 1.33:1   |              | Anaglyph |
| Night of the Living Dead 3D                                                      | 2006     | The Horrorworks, Lux Digital Pictures | United States                | HD3Cam                                     | High-definition video, Duál HD                     | 1.85:1   | 80           | 35 mm-en is forgalmazták Anaglyph technikával valamint digitális szekvenciális 3-D-ben                                                                             |
| The Nightmare Before Christmas                                                   | 2006     | Touchstone Pictures, Skellington Productions, Tim Burton Productions, Walt Disney Pictures                                                        | United States                | Filmed in 2-D                              | 35 mm                                              | 1.85:1   | 76           | Az 1993-ban forgatott filmet 2006-ban konvertálták 3-D-be. |
| Niigata (film)                                                                   | 1982     | | Japan                        | StereoVision                               | Ps                                                 | 2.35:1   |              | |
| The North and South Chivalry                                                     | 1977     | Yung Ming | Hongkong                     |                                            | Dual 35 mm                                         |          |              | Was shown Po 2.35:1 |
| Northern Towers                                                                  | 1952     | | UK                           | Stereo Techniques                          | Dual 35 mm                                         |          |              | |
| Now Is the Time (film)                                                           | 1951     | National Film Board of Canada | Canada                       | Stereo Techniques                          | Dual 35 mm                                         | 1.37:1   | 3            | |
| Nozze vagabonde                                                                  | 1936     | Stereocinematografia S.A.I. | Italy                        | Sistema Gaultiero Gaulterotti              | Ps 70 mm                                           | 1.37:1   |              | |
| O Canada (1952 film)                                                             | 1952     | National Film Board of Canada | Canada                       |                                            | Dual 35 mm                                         | 1.37:1   | 1            | |
| O sztrannostyah ljubvi                                                           | 1983     | Moszfilm | Soviet Union                 | Stereo 70                                  | Ps 70 mm                                           | 1.37:1   | 84           | |
| On the Ball (1952 film)                                                          | 1952     | | UK                           | Stereo Techniques                          | Duál 35 mm                                         |          |              | |
| Open Season (film)                                                               | 2006     | Sony Pictures Animation | United States                | Computer graphics Digital 3-D              | Dual 35 mm                                         | 1.85:1   | 83           | A 3-D változat csakIMAX 3-D mozikban volt látható IMAX#IMAX DMR 70 mm film technikával.                                                                            |
| Ouch! (film)                                                                     | 1925     | Ives-Leventhal Stereoscopiks, Pathé Exchange | United States                | Stereoscopiks                              | Dual 35 mm                                         | 1.33:1   |              | Anaglyph |
| The Owl and the Pussycat (1952 film), A bagoly és a cica                         | 1952     | Halas and Batchelor Cartoon Films (Halász János), Stereo Techniques Ltd.                                                                          | UK                           | Stereo Techniques                          | Dual 35 mm                                         | 1.37:1   | 7            | Feleségével, Joy Batchelorral |
| Packaging... The Third Dimension                                                 | 1953     | |                              | Bolex Stereo                               | Ps 16 mm                                           | 0.67:1   |              | |
| Paint Misbehavin'                                                                | 1997     | IMAX SANDDE Animation | Canada                       | Sandde                                     | Dual 70 mm                                         | 1.44:1   | 2            | |
| Parad mologyisztyi                                                               | 1946     | | Soviet Union                 | Stereokino                                 | Ps 35 mm                                           | 1.37:1   |              | |
| Paradisio (film)                                                                 | 1961     | Dramatis Personae Ltd., Tonylyn Productions Inc.                                                                                                  | UK                           | Tri-Optique                                | Dual 35 mm                                         | 1.66:1   | 76           | Csak részben 3-D. Anaglyph. |
| Parasite (film)                                                                  | 1982     | Embassy Pictures Corporation | United States                | StereoVision                               | Po 35 mm                                           | 2.35:1   | 85           | |
| Pardon My Backfire                                                               | 1953     | Columbia Pictures, Hollywood Films | United States                | Columbia 3-D                               | Dual 35 mm                                         | 1.85:1   | 16           | Available on home video in TrioScopics 3D on DVD. |
| Le pensionnat des petites salopes                                                | 1982     | | France                       | StereoVision                               | Po 35 mm                                           | 2.35:1   | 66           | |
| Perverted Criminal                                                               | 1967     | | Japan                        |                                            |                                                    |          |              | |
| Phantom of the Rue Morgue                                                        | 1954     | Warner Bros. Pictures | United States                | WarnerVision                               | Dual 35 mm                                         | 1.85:1   | 83           | |
| Funniest Show on Earth                                                           | 1953     | Rosa Film | Italy                        | Richardson 3-D                             | Dual 35 mm                                         | 1.37:1   | 70           | |
| Plan 3-D from Outer Space                                                        | 1985     | |                              | Computer graphics Digital 3-D              | Po                                                 | 2.35:1   |              | |
| Plastigrams                                                                      | 1922     | Ives-Leventhal Stereoscopiks | United States                | Plastigram 3-D                             | Dual 35 mm                                         | 1.33:1   |              | Anaglyph |
| Plastische Vorstellung                                                           | 1953     | | Germany                      | Raumfilm-System Zeiss-Ikon                 | Ps vertical                                        | 1.66:1   |              | |
| Plastischer Wiesenbummel                                                         | 1953     | | Germany                      | Raumfilm-System Zeiss-Ikon                 | Ps vertical                                        | 1.66:1   |              | |
| The Playmates in Deep Vision 3-D                                                 | 1974     | Deep Vision Corporation, Phantasy Films | United States                | DeepVision                                 | Anaglyph 35 mm                                     | 1.85:1   |              | |
| Pokhishcheniye veka                                                              | 1981     | Gorky Film Studios | Soviet Union                 | Stereo 70                                  | Ps 70 mm                                           | 1.37:1   | 85           | |
| The Polar Express (film)                                                         | 2004     | Castle Rock Entertainment, Steve Bing, Shangri-La Entertainment, Playtone, ImageMovers Digital, Golden Mean, Universal CGI, Warner Bros. Pictures | United States                | Computer graphics Digital 3-D              | Dual 70 mm                                         | 2.00:1   | 100          | |
| Popeye, the Ace of Space                                                         | 1953     | Famous Studios | United States                | Stereotoon                                 | Dual 35 mm                                         | 1.66:1   | 7            | |
| Power in Perspective                                                             | 1956     | |                              | Spacemaster 3-D                            | Dual 35 mm                                         | 1.66:1   |              | |
| The Power of Love (1922 film)                                                    | 1922     | Haworth Pictures Corporation, Perfect Pictures | United States                | Fairhall-Elder 3-D                         | Dual 35 mm                                         | 1.33:1   |              | Anaglyph eljárással készült. Gyakran hivatkoznak rá, mint az első, nagy közönség előtt bemutatott térhatású filmre.                                                |
| Prison Girls                                                                     | 1972     | Pacific Films, United Producers | United States                | Optovision                                 | Dual 16 mm                                         | 1.76:1   |              | Was released in Po 35 mm |
| Qian dao wan li zhu                                                              | 1977     | Tung Chuan Films, Eastern Media, Foo Hwa Cinema Co.                                                                                               | Tajvan, Hongkong             | Super Touch 3-D                            | Po 35 mm                                           | 2.35:1   | 94           | Angol címe: Dynasty |
| Queen Juliana (film)                                                             | 1948     | | Netherlands                  | VeriVision                                 | Ps vertical                                        | 1.33:1   |              | |
| Radio-Mania                                                                      | 1923     | Herman Holland Productions | United States                | Teleview                                   | Dual 35 mm                                         | 1.33:1   | 95           | Was released in dual-strip frame sequential format |
| Ram Rod (film)                                                                   | 1973     | |                              |                                            | Ps anamorf                                         | 1.33:1   |              | |
| Raumfilm                                                                         | 1939     | | Germany                      | Raumfilm-System Zeiss-Ikon                 | Ps vertical                                        | 1.66:1   |              | |
| Raznotszvetnije kameski                                                          | 1960     | | Soviet Union                 | Stereofilm                                 | Ps                                                 | 1.37:1   |              | |
| Real Life Previews                                                               | 1979     | |                              | Dimension 3                                | Dual 35 mm                                         |          |              | Anaglyph 1,85:1 |
| Reflections of Horror                                                            | 1983     | |                              | Dimension 3                                | Po                                                 | 2.35:1   |              | |
| Renault (film)                                                                   | 1982     | | France                       | StereoVision 70                            | Ps anamorf 70 mm                                   | 1.33:1   |              | |
| El Reportero T.D.                                                                | 1953     | | Mexico                       | Bolex Stereo                               | Ps 16 mm                                           | 0.67:1   |              | |
| Rêve d'opium                                                                     | 1921     | | France                       | Stereo Parolini                            | Dual 35 mm                                         |          |              | |
| Revenge of the Creature                                                          | 1955     | Universal Pictures | United States                | Universal 3-D                              | Dual 35 mm                                         | 2.00:1   | 82           | |
| Ring up the Curtain                                                              | 1954     | | UK                           | Stereo Techniques                          | Dual 35 mm                                         |          |              | |
| Ritmo a tre                                                                      | 1953     | | Italy                        | Tridimensionale Christiani                 | Dual 35 mm                                         |          |              | |
| Robinzon Kruzo                                                                   | 1946     | Stereokino, Tbilisis Kinostudia | Soviet Union                 | Stereokino                                 | Ps 35 mm                                           | 0.67:1   | 85           | A Robinson Crusoe adaptációja |
| Robot Monster                                                                    | 1953     | Three Dimension Pictures | United States                | Tru-Stereo                                 | Dual 35 mm                                         | 1.37:1   | 66           | |
| Rocky Marcianao vs. Jersey Joe Walcott                                           | 1953     | | United States                | Stereo-Cine                                | Dual 35 mm                                         | 1.37:1   | 15           | |
| Royal Review                                                                     | 1953     | | UK                           | Stereo Techniques                          | Dual 35 mm                                         |          |              | |
| Royal River (film)                                                               | 1951     | | UK                           | Stereo Techniques                          | Dual 35 mm                                         |          |              | |
| A Runaway Taxi                                                                   | 1925     | Ives-Leventhal Stereoscopiks | United States                | Stereoscopiks                              | Dual 35 mm                                         | 1.33:1   |              | Anaglyph |
| Russkije etjudi                                                                  | 1969     | | Soviet Union                 | Stereo 70                                  | Ps 70 mm                                           | 1.37:1   |              | |
| Szamouverennij karandas                                                          | 1955     | | Soviet Union                 | Stereo 70                                  | Ps 70 mm                                           | 1.37:1   |              | |
| Samurai Sentai Shinkenger The Movie: The Fateful War                             | 2009     | | Japan                        |                                            |                                                    |          |              | |
| Sangaree (film)                                                                  | 1953     | Pine-Thomas Productions | United States                | Paravision                                 | Dual 35 mm                                         | 1.37:1   | 94           | |
| Santa vs. the Snowman 3D                                                         | 2002     | DNA Productions, O Entertainment | United States                | Computer graphics Digital 3-D              |                                                    |          | 32           | |
| Scar (film)                                                                      | 2007     | | United States                |                                            | High-definition video, Duál HD                     | 1.78:1   | 90           | |
| Scoring!                                                                         | 1984     | 3-D TV Corporation, Deep Vision Corporation | United States                | DeepVision                                 | Anaglyph 35 mm                                     | 1.85:1   |              | |
| Sea Dream                                                                        | 1978     | MLF | United States                | SpaceVision 3-D                            | Po 35 mm                                           | 2.35:1   | 23           | |
| Sea Rex 3D: Journey to a Prehistoric World                                       | 2010     | Mantello Brothers Productions, N3D Land Productions                                                                                               | UK, France                   |                                            |                                                    | 1.78:1   |              | |
| Sears Sales                                                                      | 1953     | |                              | Bolex Stereo                               | Ps 16 mm                                           | 0.67:1   |              | |
| Second Chance (1953 film)                                                        | 1953     | RKO Radio Pictures | United States                | Future Dimension                           | Dual 35 mm                                         | 1.37:1   | 82           | |
| Senneville (film)                                                                | 1983     | | France                       | StereoVision                               | Po                                                 | 2.35:1   |              | |
| Sensorium (film)                                                                 | 1986     | |                              | Arriscope-ArriVision 3-D                   | Po 35 mm                                           | 2.35:1   | 14           | |
| September Storm                                                                  | 1960     | Alco Productions | United States                | Natural Vision 3-Dimension                 | Dual 35 mm                                         | 2.35:1   | 99           | |
| Sharks 3D                                                                        | 2004     | 3D Entertainment, Gavin McKinney Underwater Productions, Ocean Futures Society                                                                    | France, Bahamas, UK          |                                            | High-definition video, Duál HD                     | 1.78:1   | 42           | |
| Shi shan nu ni                                                                   | 1977     | Eastern Media | Hongkong                     | Optimax III                                | Po 35 mm                                           | 2.35:1   | 98           | The US version is called Revenge of the Shogun Women |
| Ship of Souls                                                                    | 1925     | Encore Pictures, Stereoscopic Film Company | United States                | Miller Stereoscopic Process                | Duális 35 mm                                       | 1.33:1   |              | Anaglyph |
| Shrek 4-D                                                                        | 2003     | DreamWorks Animation, DreamWorks, Pacific Data Images, Universal Creative, Universal Pictures                                                     | United States                | Computer graphics Digital 3-D              | Dual 70 mm                                         | 2.20:1   | 12           | |
| Shrek Forever After                                                              | 2010     | DreamWorks Animation, Pacific Data Images | United States                | Computer graphics Digital 3-D              | High-definition video, Duál HD]]                   | 1.85:1   | 93           | IMAX 3-D mozik számára 70 mm blow-up technikával 1,44:1 képarányban                                                                                                |
| Sutki v sztoronu                                                                 | 1984     | Gorkij Filmstúdió | Soviet Union                 | Stereo 70                                  | Ps 70 mm                                           | 1.37:1   | 67           | |
| Silent Madness                                                                   | 1984     | Earls, MAG, Selim Picture Associates, Stein | United States                | Arriscope-ArriVision 3-D                   | Po 35 mm                                           | 2.35:1   | 93           | |
| S.O.S. Planet                                                                    | 2002     | Efteling Park, nWave Pictures | USA, Belgium                 | nWave 3-D                                  | Dual 70 mm                                         | 1.44:1   | 40           | |
| A Solid Explanation                                                              | 1951     | | UK                           | Stereo Techniques                          | Dual 35 mm                                         |          |              | |
| Szolnechnij kraj                                                                 | 1950     | | Soviet Union                 | Stereofilm                                 | Ps                                                 | 1.37:1   |              | |
| Son of Sinbad                                                                    | 1955     | RKO Radio Pictures | United States                | Future Dimension                           | Dual 35 mm                                         | 2.00:1   | 91           | 2-D formátumban terjesztették |
| Southwest Passage                                                                | 1954     | Edward Small Productions | United States                | Natural Vision 3-Dimension                 | Dual 35 mm                                         | 1.37:1   | 75           | Egyszalagos 3-D véltozatban Ps 1.66:1 |
| Space Journey                                                                    | 1985     | |                              | StereoVision                               | Po                                                 | 2.35:1   |              | |
| Space Patrol (1950 TV series)                                                    | 1953     | | United States                |                                            |                                                    |          | 30           | Ennek a sorozatnak egyetlen epizódját vetítették 3-D-ben 1953. április 29-én.                                                                                      |
| Space Station 3D                                                                 | 2002     | IMAX Space Ltd., IMAX, Lockheed Martin Corporation, NASA                                                                                          | Canada, United States        | 3D-30                                      | Ps 70 mm                                           | 1.44:1   | 47           | duál 70 mm |
| Spacehunter: Adventures in the Forbidden Zone                                    | 1983     | Columbia Pictures, Delphi Productions, Zone Productions                                                                                           | Canada, United States        | McNabb 3-D                                 | Dual 35 mm                                         | 2.35:1   | 90           | Po 2.35:1 változatban vetítették |
| SpongeBob SquarePants 4-D                                                        | 1999     | |                              |                                            |                                                    |          |              | Amusement park ride |
| Spooks!                                                                          | 1953     | Columbia Pictures, Hollywood Films | United States                | Columbia 3-D                               | Dual 35 mm                                         | 1.85:1   | 16           | Másik címe: Trails of Horror. Eredetileg szépia színben. TrioScopics 3D-ben DVD változat is készült.                                                               |
| Sportoló fiatalok                                                                | 1953     | | Hungary                      | Plasztikus Film                            | Po                                                 | 2.00:1   |              | Bodrossy Félix |
| Spring has come to Helsinki                                                      | 1953     | |                              | Bolex Stereo                               | Ps 16 mm                                           | 0.67:1   |              | |
| Spy Kids 3-D: Game Over                                                          | 2003     | Dimension Films, Troublemaker Studios, Los Hooligans Productions                                                                                  | United States                | Reality Camera System                      | High-definition video, Duál HD                     | 1.78:1   | 84           | Anaglyph |
| Starchaser: The Legend of Orin                                                   | 1985     | Young Sung Production Co. | South Korea, United States   |                                            | Po 35 mm                                           | 2.35:1   | 107          | |
| The Starlets (film)                                                              | 1977     | Alpha Productions | United States                | Quadravision 4-D                           | Ps 35 mm                                           | 1.37:1   | 80           | |
| Step Up 3D                                                                       | 2010     | Offspring Entertainment, Summit Entertainment, Touchstone Pictures                                                                                | United States                | Fusion Camera System                       | High-definition video, Duál HD                     |          | 107          | |
| Stereo Film                                                                      | 1952     | Fischinger Studio | United States                |                                            | Dual 16 mm                                         | 1.37:1   | 1            | |
| Stereo Laffs                                                                     | 1941     | Jack Rieger | United States                |                                            | Dual 35 mm                                         | 1.37:1   | 15           | 1953-ban ismét kiadva A Day in the Country címen. |
| Sztereo hiradó egy                                                               | 1952     | | Hungary                      | Plasztikus Film                            | Po                                                 | 2.00:1   |              | Május elseje címen is ismeretes |
| Sztereo hiradó három                                                             | 1954     | | Hungary                      | Plasztikus Film                            | Po                                                 | 2.00:1   |              | |
| Sztereo hiradó kettő                                                             | 1953     | | Hungary                      | Plasztikus Film                            | Po                                                 | 2.00:1   |              | |
| StereoSpace 70                                                                   | 1980     | |                              | StereoSpace 70                             | Dual 70 mm                                         | 2.29:1   |              | |
| Stereo Techniques                                                                | 1952     | |                              | Stereo Techniques                          | Dual 35 mm                                         | 1.37:1   |              | Együtt az Around Is Around, Black Swan, Royal River, Now Is the Time és A Solid Explanation filmekkel                                                              |
| The Stewardesses                                                                 | 1969     | Hollywood Films, Louis K. Sher Productions, Magnavision, SVI, Sherpix                                                                             | United States                | StereoVision                               | Ps anamorf 35 mm                                   | 1.33:1   | 93           | |
| The Stranger Wore a Gun                                                          | 1953     | Columbia Pictures | United States                | Columbia 3-D                               | 35 mm                                              | 1.85:1   | 83           | |
| Summer Island (film)                                                             | 1953     | | UK                           | Stereo Techniques                          | Dual 35 mm                                         |          |              | |
| Sunday in Stereo                                                                 | 1953     | |                              | Bolex Stereo                               | Ps 16 mm                                           | 0.67:1   |              | |
| Sunshine Miners                                                                  | 1951     | | UK                           | Stereo Techniques                          | Dual 35 mm                                         |          |              | |
| Superman Returns                                                                 | 2006     | Warner Bros. Pictures, Legendary Pictures, Peters Entertainment, Bad Hat Harry Productions, DC Comics                                             | Australia, United States     | Filmed in 2-D                              | HD                                                 | 2.35:1   | 154          | A bemutatójának 20 percét 3-D-be konvertálták az utógyártás során az IMAX 3-D mozik számára.                                                                       |
| Surfer Girls                                                                     | 1978     | Lloyd Berman and Associates | United States                | StereoVision                               | Ps 35 mm                                           | 1.37:1   |              | |
| Swingtail                                                                        | 1969     | | United States                | Cosmovision                                | Anaglyph 35 mm                                     | 1.85:1   | 65           | |
| Színes szőttes                                                                   | 1954     | | Hungary                      | Plasztikus Film                            | Po                                                 | 2.00:1   |              | Bemutatója elmaradt |
| Tobidashita nichiyobi                                                            | 1953     | | Japan                        | Tovision                                   | Dual 35 mm                                         | 1.37:1   |              | |
| Tainstvennij monakh                                                              | 1968     | Moszfilm | Soviet Union                 | Stereo 70                                  | Ps 70 mm                                           | 1.37:1   | 83           | Angol címe The Mysterious Monk |
| Tales of the Third Dimension                                                     | 1984     | E.O. Corporation, Regency Productions | United States                | StereoVision                               | Po 35 mm                                           | 2.35:1   | 85           | |
| Taza, Son of Cochise                                                             | 1954     | Universal International Pictures | United States                | Universal 3-D                              | Dual 35 mm                                         | 2.00:1   | 79           | Ps vertikális változatban 2,00:1 képaránnyal |
| Téli rege                                                                        | 1953     | | Hungary                      | Plasztikus Film                            | Po                                                 | 2.00:1   |              | Shakespeare színművének adaptációja |
| El tesoro de las cuatro coronas                                                  | 1983     | Blum Group, JAD Films International Inc., Lotus Films, Lupo-Anthony-Quintano Productions, M.T.G.                                                  | Spain, United States, Italy  | 3-Depix                                    | Po 35 mm                                           | 2.35:1   | 97           | |
| Tetsuren                                                                         | 1985     | | Japan                        | StereoVision 70                            | Po 70 mm                                           | 2.35:1   |              | |
| Thanga                                                                           | 1985     | | India                        | StereoVision                               | Po                                                 | 2.35:1   |              | |
| Third Dimensional Murder                                                         | 1941     | MGM | United States                | Metroscopix                                | Dual 35 mm                                         | 1.37:1   | 8            | Anaglyph |
| This is Bolex Stereo                                                             | 1953     | |                              | Bolex Stereo                               | Ps 16 mm                                           | 0.67:1   |              | |
| This is Progress                                                                 | 1953     | General Motors |                              |                                            | Dual 16 mm                                         |          |              | |
| Thorndyke, the Cactus Kid                                                        | 1953     | |                              | Bolex Stereo                               | Ps 16 mm                                           | 0.67:1   |              | |
| Those Redheads from Seattle                                                      | 1953     | Pine-Thomas Productions | United States                | Paravision                                 | Dual 35 mm                                         | 1.66:1   | 90           | |
| Four Dimensions of Greta                                                         | 1972     | Peter Walker (Heritage) Ltd. | UK                           | Spacemaster 3-D                            | Dual 35 mm                                         | 1.75:1   | 85           | Csak részben 3-D. Anaglyph. |
| Thrills for you                                                                  | 1940     | Pennsylvania Railroad |                              | Loucks & Norling 3-Dimensions              | Dual 35 mm                                         | 1.37:1   | 8            | Shown at the San Francisco Golden Gate Exposition. |
| Through my Window                                                                | 1978     | |                              | Lipton Three-Dimensional Filmmaking System | Duál Super 8 mm film                               |          |              | |
| Tiger Man (film)                                                                 | 1978     | Grace/Chow Productions | United States                | Impact 3-D                                 | Po 35 mm                                           | 2.35:1   | 85           | |
| Time for Beanie                                                                  | 1952     | |                              | Natural Vision 3-Dimension                 | Dual 35 mm                                         | 1.37:1   |              | Prologue to Bwana Devil |
| El tirano                                                                        | 1953     | | Spain                        |                                            | Dual 35 mm                                         |          |              | |
| Top Banana (film)                                                                | 1954     | Roadshow Productions | United States                | Natural Vision 3-Dimension                 | Dual 35 mm                                         | 1.37:1   | 100          | Was released in 2-D |
| Tournament of Roses Parade                                                       | 1989     | |                              | Pulfrich 3-D                               |                                                    |          |              | The 1989 parade was broadcast in 3-D. |
| Toy Story (újraforgalmazás)                                                      | 2009     | Walt Disney Pictures, Pixar Animation Studios | United States                | Disney Digital 3-D                         | High-definition video, Dual HD                     | 1.85:1   | 81           | Az 1995-ös film ismételt felvétele sztereo változatban a 2009-es változat számára .                                                                                |
| Toy Story 2 (újraforgalmazás)                                                    | 2009     | Pixar Animation Studios, Walt Disney Pictures | United States                | Disney Digital 3-D                         | High-definition video, Duál HD                     | 1.85:1   | 92           | Az 1999-es film sztereo változata a 2009-es változat számára. |
| Toy Story 3                                                                      | 2010     | Pixar Animation Studios, Walt Disney Pictures | United States                | Disney Digital 3-D                         | High-definition video, Duál HD                     | 1.85:1   | 103          | IMAX 3-D mozik számára duál 70 mm (DMR blow-up) változat 1,44:1 képaránnyal.                                                                                       |
| Transitions (film)                                                               | 1986     | National Film Board of Canada, Office national du film du Canada                                                                                  | Canada                       | IMAX 3-D                                   | Dual 70 mm                                         | 1.44:1   | 21           | The first IMAX film in 3-D |
| T-Rex: Back to the Cretaceous                                                    | 1998     | IMAX | United States                | IMAX 3-D                                   | Dual 70 mm                                         | 1.44:1   | 45           | |
| Triorama                                                                         | 1953     | |                              | Bolex Stereo                               | Ps 16 mm                                           | 0.67:1   |              | This is Triorama címmel is bemutatták |
| Un turco napoletano                                                              | 1953     | Lux Film, Carlo Ponti-Dino De Laurentiis Cinematografica, Rosa Film                                                                               | Italy                        | Richardson 3-D                             | Dual 35 mm                                         | 1.37:1   | 92           | angolul Neapolitan Turk |
| The turning                                                                      | 1989     | |                              | StereoVision                               | Po                                                 | 2.35:1   |              | |
| Twirligig                                                                        | 1952     | National Film Board of Canada | Canada                       | Stereo Techniques                          | Dual 35 mm                                         | 1.37:1   | 3            | |
| U2 3D                                                                            | 2007     | 3ality Digital Entertainment | United States                | Fusion Camera System                       | High-definition video, Duál HD                     | 1.85:1   | 85           | duál 70 mm változatban is |
| Oxygene: New Master Recording, Oxygene: Live In Your Living Room                 | 2007     | Aero Productions | France, Belgium              |                                            |                                                    | 1.85:1   | 80           | Európában több helyen is bemutatták |
| Ucsenyik lekarja                                                                 | 1983     | Gorky Film Studios | Soviet Union                 | Stereo 70                                  | Ps 70 mm                                           | 1.37:1   | 70           | |
| Ulysses (1955 film)                                                              | 1954     | Lux Film | Italy                        | Tridimensionale Christiani                 | Dual 35 mm                                         | 1.66:1   | 117          | |
| Up (2009 film)                                                                   | 2009     | Walt Disney Pictures, Pixar Animation Studios | United States                | Disney Digital 3-D                         | High-definition video, Duál HD                     | 1.85:1   | 96           | |
| Une Nuit Au Cirque                                                               | 2010     | | France                       |                                            |                                                    |          |              | |
| V allejah parka                                                                  | 1952     | | Soviet Union                 | Stereofilm                                 | Lentikuláris                                       | 1.37:1   |              | |
| V styepi                                                                         | 1951     | Gorkij Filmstúdió | Soviet Union                 | Stereokino                                 | Lentikuláris 35 mm                                 | 1.37:1   | 44           | |
| El valor de vivir                                                                | 1954     | Internacional Cinematográfica | Mexico                       | Tercera Dimensión Bríceno                  | Dual 35 mm                                         | 1.37:1   | 105          | Anaglyph |
| Vasu lapu, medvegyi                                                              | 1969     | | Soviet Union                 | Stereo 70                                  | Lenticuláris 70 mm                                 | 1.37:1   |              | |
| Vecser v Moszkve                                                                 | 1962     | | Soviet Union                 | Stereo 70                                  | Lenticuláris 70 mm                                 | 1.37:1   |              | |
| Venus (1984 film)                                                                | 1984     | TY Productions, Tridin | France, United States        | StereoVision                               | Po 35 mm                                           | 2.35:1   |              | |
| Vihodnoj gyenyi v Moszkve                                                        | 1940     | | Soviet Union                 |                                            | Dual 35 mm                                         |          |              | Anaglyph |
| Vintage '28                                                                      | 1953     | | UK                           | Stereo Techniques                          | Dual 35 mm                                         |          |              | |
| Vszadnik na zolotam kone                                                         | 1980     | Moszfilm | Soviet Union                 | Stereo 70                                  | Ps 70 mm                                           | 1.37:1   |              | angolul: The Man on the Golden Horse |
| Der Wagen und sein Werk                                                          | 1953     | | Germany                      | Raumfilm-System Zeiss-Ikon                 | Ps vertical                                        | 1.66:1   |              | |
| Watashi wa nerawarete iru                                                        | 1953     | | Japan                        | Tovision                                   | Dual 35 mm                                         |          |              | |
| Way Down West                                                                    | 1978     | |                              | Bolex Stereo                               | Ps 16 mm                                           | 0.67:1   |              | |
| A Way of Thinking                                                                | 1954     | |                              | Ramsdell 3-D                               | Dual 16 mm                                         |          |              | |
| We Are Born of Stars                                                             | 1985     | IMAX | Japan                        | IMAX#IMAX Dome OMNIMAX 3-D                 | Dual 70 mm                                         | 1.44:1   | 11           | Anaglyph |
| Wedges                                                                           | 1978     | |                              | Lipton Three-Dimensional Filmmaking System | Dual Super 8                                       |          |              | |
| Weekend Panorama                                                                 | 1984     | |                              | Western 3-D                                | Ps vertical Super 8                                | 1.66:1   |              | |
| Der weiße Traum                                                                  | 1953     | | Germany                      | Raumfilm-System Zeiss-Ikon                 | Ps vertical                                        | 1.66:1   |              | |
| Wild Safari 3D                                                                   | 2005     | nWave Pictures | Belgium                      | nWave 3-D                                  | Dual 70 mm                                         | 1.44:1   | 40           | |
| Willie Nelson's 4th of July Celebration                                          | 1979     | | United States                | SpaceVision 3-D                            | Po 35 mm                                           | 2.35:1   |              | Was released in 2-D |
| Wings of Courage                                                                 | 1995     | Iwerks Entertainment | United States, France        | IMAX 3-D                                   | Dual 70 mm                                         | 1.44:1   | 40           | |
| Wings of the Hawk                                                                | 1953     | Universal Pictures | United States                | Universal 3-D                              | Dual 35 mm                                         | 1.85:1   | 81           | |
| Working for Peanuts                                                              | 1953     | Walt Disney Productions | United States                | Disney 3-D                                 | Dual 35 mm                                         | 1.37:1   | 7            | |
| Zamurovannyije v sztekle                                                         | 1978     | | Soviet Union                 | Stereo 70                                  | Ps 70 mm                                           | 1.37:1   |              | |
| A Ziegfeld Midnight Frolic                                                       | 1929     | Paramount Pictures | United States                | Porter-Waddell Stereoscopic Process        | Dual 35 mm                                         | 1.20:1   | 15           | Csak részben 3-D. Anaglyph. |
| Zombie Chronicles                                                                | 2001     | Razor Entertainment | United States                | Nu-View                                    | Standard-definition television Video szekvenciális | 1.33:1   | 71           | |
| Zoo Snapshots                                                                    | 1953     | | UK                           | Bolex Stereo                               | Ps 16 mm                                           | 0.67:1   |              | |
| Zowie                                                                            | 1925     | Ives-Leventhal Stereoscopiks | United States                | Stereoscopiks                              | Dual 35 mm                                         | 1.33:1   |              | Anaglyph |
| Zum Greifen nah                                                                  | 1936     | | Germany                      | Raumfilm-System Zeiss-Ikon                 | Ps 35 mm                                           | 1.37:1   |              | |

### Digitális 3D filmek
| Cím                                                       | Stúdió                                                                         | Amerikai bemutató     | Megjegyzések |
| --------------------------------------------------------- | ------------------------------------------------------------------------------ | --------------------- | --- |
| Csodacsibe                                                | Walt Disney Pictures                                                           | 2005. november 4.     | |
| Rém Rom                                                   | Columbia Pictures                                                              | 2006. július 21.      | Kapható 3D Blu-ray-en. |
| Karácsonyi lidércnyomás                                   | Walt Disney Pictures                                                           | 2006-tól minden évben | Eredetileg a Touchstone Pictures forgalmazta 1993-ban, Halloween körül bemutatva.                                                                               |
| A Robinson család titka                                   | Walt Disney Pictures                                                           | 2007. március 30.     | |
| Beowulf – Legendák lovagja                                | Paramount Pictures (amerikai) Warner Bros. Pictures (nemzetközi)               | 2007. november 16.    | IMAX 3D-ben is. |
| Hannah Montana & Miley Cyrus: Best of Both Worlds Concert | Walt Disney Pictures                                                           | 2008. február 1.      | Házi használatra anaglyph 3D DVD és Blu-ray. |
| U2 3D                                                     | National Geographic                                                            | 2008. február 15.     | IMAX 3D-ben is. |
| Utazás a Föld középpontja felé                            | New Line Cinema (Warner Bros.) Walden Media                                    | 2008. július 11.      | Fusion Camera System-mel forgatva. 4D-ben is. Kapható TrioScopics 3D-ben DVD-n és Blu-ray-en.                                                                   |
| Légy a Holdon                                             | Summit Entertainment                                                           | 2008. augusztus 15.   | IMAX 3D-ben is. Kapható Anaglif 3D-ben, DVD lemezen. |
| Volt                                                      | Walt Disney Pictures                                                           | 2008. november 21.    | |
| Véres Valentin 3D                                         | Lionsgate                                                                      | 2009. január 16.      | Kapható TrioScopics 3D-ben DVD-n és Blu-ray-en. |
| Coraline, és a titkos ajtó                                | Focus Features (Universal Pictures)                                            | 2009. február 6.      | Kapható TrioScopics 3D-ben DVD-n és Blu-ray-en. Kapható 3D Blu-ray-en.                                                                                          |
| Jonas Brothers: A 3D koncertélmény                        | Walt Disney Pictures                                                           | 2009. február 27.     | IMAX 3D-ben is. Kapható anaglif 3D-ben Blu-ray-en. (és az Egyesült Királyságban és Auaztráliában anaglif 3D-ben DVD-n)                                          |
| Szörnyek az űrlények ellen                                | DreamWorks Animation, (Paramount Pictures)                                     | 2009. március 27.     | IMAX 3D-ben is. Kapható 3D Blu-ray-en. (Samsung exclusive) |
| Battle for Terra                                          | Lionsgate                                                                      | 2009. május 1.        | |
| Fel                                                       | Walt Disney Pictures, Pixar Animation Studios                                  | 2009. május 29.       | |
| Call of the Wild                                          | Vivendi Entertainment                                                          | 2009. június 15.      | Kapható anaglif 3D-ben DVD-n. |
| Jégkorszak 3 – A dínók hajnala                            | 20th Century Fox Blue Sky Studios                                              | 2009. július 1.       | Az első 20th Century Fox film, amit RealD 3D-ben bemutattak, ugyanúgy, mint a Blue Sky Studios első filmje 3D-ben. Kapható 3D Blu-ray-en. (Panasonic exclusive) |
| G-Force Rágcsávók                                         | Walt Disney Pictures Jerry Bruckheimer Films                                   | 2009. július 24.      | 2D-ben forgatva, utólag 3D-ssé konvertálva. |
| X Games 3D: The Movie                                     | ESPN Films (Walt Disney Studios Motion Pictures)                               | 2009. augusztus 21.   | Hamarosan kapható 3D Blu-ray-en. |
| A végső állomás 4                                         | New Line Cinema (Warner Bros.)                                                 | 2009. augusztus 28.   | Kapható anaglif 3D-ben DVD-n és Blu-ray-en. Hamarosan kapható 3D Blu-ray-en.                                                                                    |
| Derült égből fasírt                                       | Columbia Pictures Sony Pictures Animation                                      | 2009. szeptember 18.  | IMAX 3D-ben is. Kapható 3D Blu-ray-en. |
| Toy Story és Toy Story 2                                  | Walt Disney Pictures, Pixar Animation Studios                                  | 2009. október 2.      | Újrabemutatás 3D-ben. |
| Karácsonyi ének                                           | Walt Disney Pictures                                                           | 2009. november 6.     | IMAX 3D-ben is. Kapható 3D Blu-ray-en. |
| Avatar                                                    | 20th Century Fox Lightstorm Entertainment                                      | 2009. december 18.    | Fusion Camera System-mel forgatva. IMAX 3D-ben és 4D-ben. Kapható 3D Blu-ray-en. (Panasonic exclusive 2012. február 29-ig.)                                     |
| Alice Csodaországban                                      | Walt Disney Pictures                                                           | 2010. március 5.      | 2D-ben forgatva, utólag 3D-ssé konvertálva. IMAX 3D-ben is. Kapható 3D Blu-ray-en.                                                                              |
| Így neveld a sárkányodat                                  | DreamWorks Animation (Paramount Pictures)                                      | 2010. március 26.     | IMAX 3D-ben is. |
| A titánok harca                                           | Warner Bros. Pictures Legendary Pictures                                       | 2010. április 2.      | 2D-ben forgatva, utólag 3D-ssé konvertálva. Az egyik első Warner Bros. film RealD 3D-ben bemutatva.                                                             |
| Kenny Chesney: Summer in 3D                               | Sony Pictures Entertainment (Sony Pictures Releasing)                          | 2010. április 21.     | |
| Shrek a vége, fuss el véle                                | DreamWorks Animation (Paramount Pictures)                                      | 2010. május 21        | IMAX 3D-ben is. |
| Toy Story 3                                               | Walt Disney Pictures, Pixar Animation Studios                                  | 2010. június 18.      | IMAX 3D-ben is. Hamarosan kapható 3D Blu-ray-en. |
| Az utolsó léghajlító                                      | Paramount Pictures Nickelodeon Movies                                          | 2010. július 1.       | 2D-ben forgatva, utólag 3D-ssé konvertálva. Az első Nickelodeon film 3D-ben.                                                                                    |
| Gru (Despecable me)                                       | Universal Pictures Illumination Entertainment                                  | 2010. július 9.       | Az első Universal Pictures film RealD 3D-ben bemutatva. |
| Kutyák és macskák 2: A rusnya macska bosszúja             | Warner Bros. Pictures Village Roadshow Pictures                                | 2010. július 30.      | 2D-ben forgatva, utólag 3D-ssé konvertálva. |
| Step Up 3D                                                | Touchstone Pictures (Walt Disney Studios Motion Pictures) Summit Entertainment | 2010. augusztus 6.    | |
| Piranha 3D                                                | Dimension Films, (The Weinstein Company)                                       | 2010. augusztus 20.   | 2D-ben forgatva, utólag 3D-ssé konvertálva. |
| Avatar: Speciális Változat                                | 20th Century Fox Lightstorm Entertainment                                      | 2010. augusztus 27.   | Újra bemutatva, IMAX 3D-ben is. |
| Plants Vs. Zombies 3D                                     | 20th Century Fox Lightstorm Entertainment                                      | 2010. november 27.    | Újrabemutatás 3D-ben. |

### Cirill betűs összehasonlító táblázat
A Szovjetunió területén, de nem Oroszországban készült filmeket is cirill betűs címmel látták el (Grúzia, Észtország stb.).
A táblázat tartalmazza a magyar és az angol átírási szabályok szerinti névváltozatokat. Az Amerikában bemutatott filmeknek van önálló angol címük.
| év   | magyar                         | orosz                          | angol                          | IMDb      | Stúdió                      | technika                                                   | megjegyzés                |
| ---- | ------------------------------ | ------------------------------ | ------------------------------ | --------- | --------------------------- | ---------------------------------------------------------- | ------------------------- |
| 1986 | Na zlatom krilce szideli       | На златом крыльце сидели       | Na zlatom kryltse sideli       | tt0091597 | Gorkij filmstúdió           | Stereo 70 (single-strip 3-D)                               |                           |
| 1984 | Sutki v sztoronu               | Шутки в сторону                | Shutki v storonu               | tt0264002 | Gorkij filmstúdió           | Stereo 70 (single-strip 3-D)                               |                           |
| 1983 | O sztrannostyah ljubvi         | О странностях любви            | O strannostyakh lyubvi         | tt0086030 | Moszfilm                    | Stereo 70 (single-strip 3-D)                               |                           |
| 1983 | Ucsenyik lekarja               | Ученик лекаря                  | Uchenik lekarya                | tt0086499 | Gorkij filmstúdió           | Stereo 70 (single-strip 3-D)                               |                           |
| 1982 | Moya Moldova                   | Моя молдова                    | My Moldova                     |           |                             | Stereo 70 (side by side 65mm)]                             |                           |
| 1982 | Kogda Ozsivajut Ostrova        | Когда оживают острова          | When the Islands Come Alive    |           |                             | Stereo 70 (side by side 65mm)                              |                           |
| 1982 | Bajkal, Kraszota to Kakaja     | Байкал красота какая           | Baikal, oh the Beauty          |           |                             | Stereo 70 (side by side 65mm)                              |                           |
| 1981 | O Szibiru s Ljubovju           | О Сибири с любовью             | About Siberia with Love        |           |                             | Stereo 70 (side by side 65mm)                              |                           |
| 1981 | Zserebenok v Jablokah          | Жеребенок в яблоках            | The Spotted Foal               |           | Tallinnfilm                 | Stereo 70 (side by side 65mm)                              |                           |
| 1981 | Zimoj v Bolgariju              | Зимой в Болгарию               | To Bulgaria in Winter          |           |                             | Stereo 70 (side by side 65mm)                              |                           |
| 1981 | Pohiscsenyije veka             | Похищение века                 | Pokhishcheniye veka            | tt0237580 | Gorkij filmstúdió           | Stereo 70 (single-strip 3-D)                               |                           |
| 1980 | Kogda Pojut Muzscsini          | Когда поют мужчины             | When Men are Singing           |           |                             | Stereo 70 (side by side 65mm)                              |                           |
| 1980 | Igri Zsivotnyh                 | Игры животных                  | Igry Zhivotnykh                |           |                             | Stereo 70 (side by side 65mm)                              |                           |
| 1980 | Kolokola                       | Колокола                       | Ten Bells                      |           |                             | Stereo 70 (side by side 65mm)                              |                           |
| 1980 | Vszadnyik na zolotam kone      | Всадник на золотом коне        | The Man on the Golden Horse    |           | Moszfilm                    | Ps 70 mm                                                   |                           |
| 1979 | Volsebnoje Ozero               | Волшебное Озеро                | The Magic Lake                 |           |                             | Stereo 70 (stereoscopic puppet animation – 570)            |                           |
| 1978 | Zamurovannyije v sztekle       | Замурованные в стекле          | Zamurovannyije v sztekle       |           | Moszfilm                    | Ps 70 mm                                                   |                           |
| 1977 | Zdravsztvuj, Sochi             | Здравствуй Сочи!               | Hello, Sochi                   |           |                             | Stereo 70 (side by side 65mm)                              |                           |
| 1977 | Szuvenir                       | Сувенир                        | Suvenir                        |           |                             | Stereo 70 (side by side 65mm)                              |                           |
| 1973 | Oszennyije Etjudy Kríma        | Осенние етюди Крима            | Fall Magic of Crimea           |           |                             | Stereo 70 (side by side 65mm)                              |                           |
| 1970 | Parad Attrakcionov             | Парад аттракционов             | Parade of Attractions          |           |                             | Stereo 70 (side by side 65mm)                              |                           |
| 1969 | Russkije etjudi                | Русские етюди                  | Russian Sketches               |           |                             | Ps 70 mm [Stereo 70 (side by side 65mm)                    |                           |
| 1969 | Vasu lapu, medvegyi            | Ваши лапу медведь              | Handshake With a Bear          |           |                             | Lenticular 70 mm [Stereo 70 (side by side 65mm)]           |                           |
| 1968 | Cselovjek v zelenoj percsatke  | Человек в зеленой перчатке     | Chelovek v zelenoy perchatke   |           |                             | Ps 70 mm                                                   |                           |
| 1968 | Nyet i da                      | Нет и да                       | Net i da                       |           |                             | Ps 70 mm                                                   |                           |
| 1968 | Tainsztvennij monah            | Таинственный монах             | The Mysterious Monk            | tt0313674 | Moszfilm                    | Ps 70 mm                                                   |                           |
| 1963 | Nyeobiknovennije etjudi        |                                | Neobiknovennie etyudi          |           |                             | Stereofilm Ps                                              |                           |
| 1962 | Vecser v Moszkve               | Вечер в москве                 | Vecher v Moskve                |           |                             | Lenticular 70 mm                                           |                           |
| 1960 | Raznotszvetnije kameski        |                                | Raznotsvetnie kameshki         |           |                             | Sterereofilm Ps                                            |                           |
| 1958 | Druzsok                        | Дружок                         | Pal (Little Friend)            | tt0422143 | Gorkij filmstúdió           | Stereokino (single-strip 3-D)                              |                           |
| 1956 | Dragocennij podarok            | Драгоценный подарок            | Dragotsennyy podarok           | tt1274267 | Gorkij filmstúdió           | Stereofilm Ps                                              |                           |
| 1955 | Bjelij pudel Ogyessza          | Белый пудель                   | Belyy pudel                    | tt0047869 | Sovcolor, Odessza           | Stereokino (single-strip 3-D)                              |                           |
| 1955 | Szamouverennij karandas        | Самоуверенный карандаш         | The Self-Assured Karandash     |           |                             | Ps 70 mm frame sequential                                  |                           |
| 1953 | Aleko                          | Алеко                          | Aleko                          | tt0046694 | Szovcolor, Lenfilm          | Stereokino (single-strip 3-D)                              |                           |
| 1953 | Majskaja nocs                  | Майская ночь, или утопленница, | May Nights                     | tt0046056 | Gorkij filmstúdió           | Stereofilm lenticular                                      |                           |
| 1953 | Nalim                          | Налим                          | Nalim                          |           |                             | Sterofilm Ps                                               |                           |
| 1952 | V allejah parka                | В аллеях парка                 | Pathways in the Park           |           |                             | Stereofilm lenticular [Stereokino (frame sequential 35mm)] |                           |
| 1951 | V styepi                       | В степи                        | On the Steppe                  | tt0328600 | Szovkolor Gorkij filmstúdió | Stereokino (single-strip 3-D) lentikular                   |                           |
| 1976 |                                | S.O.S. над тайгой              | SOS nad taygoy                 |           | Moszfilm                    | sztereofilm                                                |                           |
| 1950 |                                |                                | Precious Gift                  |           |                             | lenticular                                                 |                           |
| 1950 | Masztyera Sporta               |                                | Masters of Sport               |           |                             | Stereokino (frame sequential 35mm)                         |                           |
| 1950 | Szolnyecsnyij kraj             | Солнечный край                 | Land of Sun                    |           |                             | Sterofilm Ps (frame sequential 35mm)                       |                           |
| 1949 | Szredi Szvrej                  | Среди сврей                    | Amongst the Wild Animals       |           |                             | Stereokino (frame sequential 35mm)                         |                           |
| 1949 | Gyenyi csudeszkih vpecsatlenij | Дени чудеских впечательный     | A Day of Wonderful Impressions |           |                             | Stereokino (frame sequential 35mm)                         |                           |
| 1949 | Gyenyi csudeszkih vpecsatlenij |                                | Deni chudeshikh vpechatleniy   |           |                             | Sterofilm Ps polarizációs                                  |                           |
| 1949 | Lalim                          |                                |                                |           |                             | lenticular                                                 |                           |
| 1949 | Masina 22-12                   | Счастливый рейс                | Schastlivyy reys               | tt0382276 | Moszfilm                    | stereofilm lenticular                                      |                           |
| 1948 | In the Steppes                 | В степи                        | In the Steppes                 |           |                             | Lenticular                                                 |                           |
| 1948 | Karandas na lidu               | Карандаш на лиду               | Karandash on Ice               |           |                             | Lenticular (frame sequential 35mm)                         |                           |
| 1948 | Krusztallij                    |                                | Crystals                       |           |                             | Stereofilm lenticular szekvenciális                        |                           |
| 1946 | Parad molodosztyi              | Парад молодости                | Parade of Youth                | tt0239776 | Sovcolor, Odessza           | Stereokino (single-strip 3-D) 35 mm polarizációs           |                           |
| 1946 | Robinzon Kruzo                 | Робинзон Крузо                 | Robinzon Kruzo                 | tt0038888 | Sovcolor, Grúzia            | Stereokino (single-strip 3-D) 35 mm polarizációs           |                           |
| 1941 | Kino-koncert                   | Кино-концерт                   | Leningrad Concert Hall         | tt0033789 | Lenfilm                     | Stereokino (single-strip 3-D) lentikular side-by-side      |                           |
| 1941 | Koszolapij drug                | Косолапый друг                 | A Bandy-Legged Friend          |           |                             | Sterofilm Ps szekvenciális polarizációs                    |                           |
| 1940 | Vihodnoj gyenyi v Moszkve      | Выхдной дени Москве            | Vikhodnoy deni v Moskve        |           |                             | dual 35 anaglif                                            |                           |
| 1938 | Vihodnoj gyenyi v Moszkve      |                                | Day off in Moscow              |           |                             | lenticular                                                 | két évszámmal is szerepel |

Ahol az orosz név helye üres, ott a film nem található meg az orosz táblázatokban: filmek, terjesztők, és máshol sem. Ahol az angol név helye üres, az az angol wikipédiában és az IMDb-ben is hiányzik.

## Térhatású filmek előkészületben

### 2010–2011
| Cím                                                                           | Stúdió                                                                            | amerikai bemutató                   | megjegyzés                                                                                          |
| ----------------------------------------------------------------------------- | --------------------------------------------------------------------------------- | ----------------------------------- | --------------------------------------------------------------------------------------------------- |
| The Lion of Judah                                                             | Animated Family Films                                                             | 2011. február 25.                   | |
| My Soul to Take                                                               | Universal Pictures                                                                | 2010. október 8.                    | |
| Jackass 3D                                                                    | Paramount Pictures MTV Films                                                      | 2010. október 15.                   | Az első MTV Film 3D-ben.                                                                            |
| Saw 3D                                                                        | Lionsgate Twisted Pictures                                                        | 2010. október 29.                   | |
| Megamind                                                                      | Paramount Pictures DreamWorks Animation                                           | 2010. november 5.                   | IMAX 3D.                                                                                            |
| Harry Potter and the Deathly Hallows (film)                                   | Warner Bros. Pictures                                                             | 2010. november 19. 2011. július 15. | Utógyártás alatt konvertálva 3D-be. IMAX 3D-ben is.                                                 |
| Tangled (2010 film)                                                           | Walt Disney Animation Studios                                                     | 2010. november 24.                  | |
| The Chronicles of Narnia: The Voyage of the Dawn Treader, A hajnalvándor útja | 20th Century Fox Walden Media                                                     | 2010. december 10.                  | Utómunkálatok alatt konvertálva.                                                                    |
| Tron: Legacy                                                                  | Walt Disney Pictures                                                              | 2010. december 17.                  | Fusion Camera System. IMAX 3D-ben is.                                                               |
| Yogi Bear (film), Maci Laci                                                   | Warner Bros. Pictures                                                             | 2010. december 17.                  | |
| Gulliver's Travels (2010 film)                                                | 20th Century Fox                                                                  | 2010. december 22.                  | Utómunkálatok alatt konvertálva 3D-be.                                                              |
| Amphibious 3D                                                                 |                                                                                   | 2010                                | |
| The Green Hornet (2011 film)                                                  | Columbia Pictures                                                                 | 2011. január 14.                    | Néhány fontos rész 3D-ben újraforgatva. A többi utógyártás alatt konvertálva 3D-be. IMAX 3D-ben is. |
| Sanctum (film)                                                                | Rogue Pictures                                                                    | 2011. február 4.                    | |
| Drive Angry                                                                   | Summit Entertainment                                                              | 2011. február 11.                   | |
| Gnomeo and Juliet                                                             | Touchstone Pictures (Walt Disney Studios Motion Pictures)                         | 2011. február 11.                   | |
| Mars Needs Moms!                                                              | Walt Disney Pictures                                                              | 2011. március 11.                   | IMAX 3D-ben is.                                                                                     |
| Rio (film)                                                                    | 20th Century Fox Blue Sky Studios                                                 | 2011. április 8.                    | |
| Priest (2011 film)                                                            | Screen Gems                                                                       | 2011. május 13.                     | Utómunkálatok alatt konvertálva 3D-be.                                                              |
| Pirates of the Caribbean: On Stranger Tides                                   | Walt Disney Pictures Jerry Bruckheimer Films                                      | 2011. május 20.                     | IMAX 3D.                                                                                            |
| Kung Fu Panda 2: The Kaboom of Doom                                           | Paramount Pictures DreamWorks Animation                                           | 2011. május 26.                     | IMAX 3D-ben is.                                                                                     |
| Green Lantern (film)                                                          | Warner Bros. Pictures                                                             | 2011. június 17.                    | Utógyártás alatt konvertálva 3D-be.                                                                 |
| Cars 2, Verdák                                                                | Walt Disney Pictures Pixar Animation Studios                                      | 2011. június 24.                    | IMAX 3D-ben is.                                                                                     |
| Transformers 3                                                                | Paramount Pictures DreamWorks Pictures                                            | 2011. július 1.                     | Fusion Camera System. A Transformers sorozat utolsó része. IMAX 3D-ben is.                          |
| The Smurfs (film)                                                             | Columbia Pictures Sony Pictures Animation                                         | 2011. augusztus 3.                  | |
| Spy Kids 4: All the Time in the World                                         | Walt Disney Pictures Dimension Films (The Weinstein Company) Troublemaker Studios | 2011. augusztus 19.                 | |
| This Ain't Avatar XXX 3D                                                      | Hustler Video                                                                     | 2011. szeptember                    | |
| Fright Night                                                                  | DreamWorks Pictures, Touchstone Pictures                                          | 2011. október 7.                    | |
| The Three Musketeers (2011 film)                                              | Summit Entertainment                                                              | 2011. október 14.                   | |
| Contagion                                                                     | Warner Bros. Pictures                                                             | 2011. október 21.                   | IMAX 3D-ben is.                                                                                     |
| Happy Feet 2                                                                  | Warner Bros. Pictures Village Roadshow Pictures                                   | 2011. november 18.                  | IMAX 3D-ben is.                                                                                     |
| Hugo Cabret                                                                   | Columbia Pictures                                                                 | 2011. december 9.                   | |
| Alvin_and_the_Chipmunks:_The_Squeakquel (Alvin és a mókusok, folytatás)       | 20th Century Fox                                                                  | 2011. december 16.                  | |
| The Adventures of Tintin: Secret of the Unicorn                               | Paramount Pictures DreamWorks Pictures                                            | 2011. december 23.                  | |
| Yu-Gi-Oh! 3D: Bonds Beyond Time                                               | Warner Bros. Pictures 4Kids Entertainment                                         | 2011. tavasz                        | Az első 3D-s Yu-Gi-Oh! film, ami a Yu-Gi-Oh! 10. évfordulójára készült.                             |
| The Cabin in the Woods                                                        | Metro-Goldwyn-Mayer                                                               | TBD 2011                            | Utógyártás alatt konvertálva 3D-be.                                                                 |
| Derrière les murs                                                             | Europa Corp.                                                                      | 2011                                | |
| One Way Trip                                                                  |                                                                                   | 2011                                | |
| Shark Night 3D                                                                |                                                                                   | 2011                                | |
| The Power of the Dark Crystal                                                 | Ambience Entertainment                                                            | 2011                                | |
| Who Killed Caligula?                                                          |                                                                                   | 2011                                | |
| Hatchet 3D                                                                    |                                                                                   | 2011                                | |

### 2011–2012
- Sacred Code (2012)[16]
- This Ain't Avatar XXX 3D (2011)[17]
- Alpha and Omega (film) [18]
- Frankenweenie (2011 film)[19]

- Judge Dredd (2012)[20]
- Legend of the Guardians: The Owls of Ga'Hoole (2010)[21]
- Mad Max: Fury Road (2012)[22]
- Men in Black III (2012)[23]

- Resident Evil: Afterlife (2010)[24]
- The Ring 3D (2012)[25]
- Titanic (1997 film) Re-Release (2012)
- Transformers 3 (2011)[26]
- Yellow Submarine (2012 film)
- Grindhouse 3D (film)
- Maze 3D (film)
- Grudge 3D (film)

## Toldi Plasztikus Filmszínház
A Toldi mozi 1952 és1954 között magyar gyártású térhatású filmeket vetített. A hagyományos mozikhoz hasonlóan sorrendben híradót, kisfilmet és nagyfilmet vetítettek. A híradófilmek nem heti rendszerességgel készültek, mint akkoriban szokásos volt.
A filmeket Bordossy Félix és Győrffy József készítették. A filmszínházban minden néző előtt egy keret állt, polarizációs szűrővel, amely forgatható volt, és a vetítés kezdetén keresztbe kellett fordítani. Az 1953-as Sportoló ifjúság című film elkészült, de már nem mutatták be.

## Riportfilmek a Magyar Televízióban
Molnár Miklós két riportfilmet is forgatott a Magyar Televízióban. Az első Szent-Györgyi Albert professzorról készült 1973-ban. A film duál 16 mm-es felvétel, amelyet két nem-szinkronizált keskenyfilmes felvevőgéppel készítettek fekete-fehér anyagra. A második Takács Mária bemondónővel készült 1988-ban színes változatban, videoszalagra. Ez a riportfilm sorozat befejezetlen maradt. 2008-ban mindkét filmet restaurálták, az első 3-D riport két filmszalagját szinkronba hozták (átírták digitális adathordozóra).

## Források

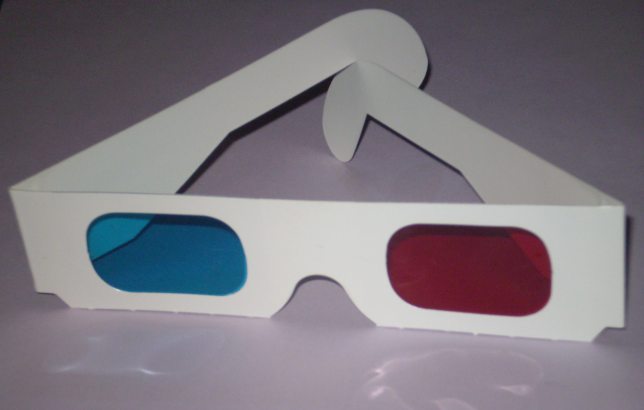
szemüveg színes anaglif eljáráshoz

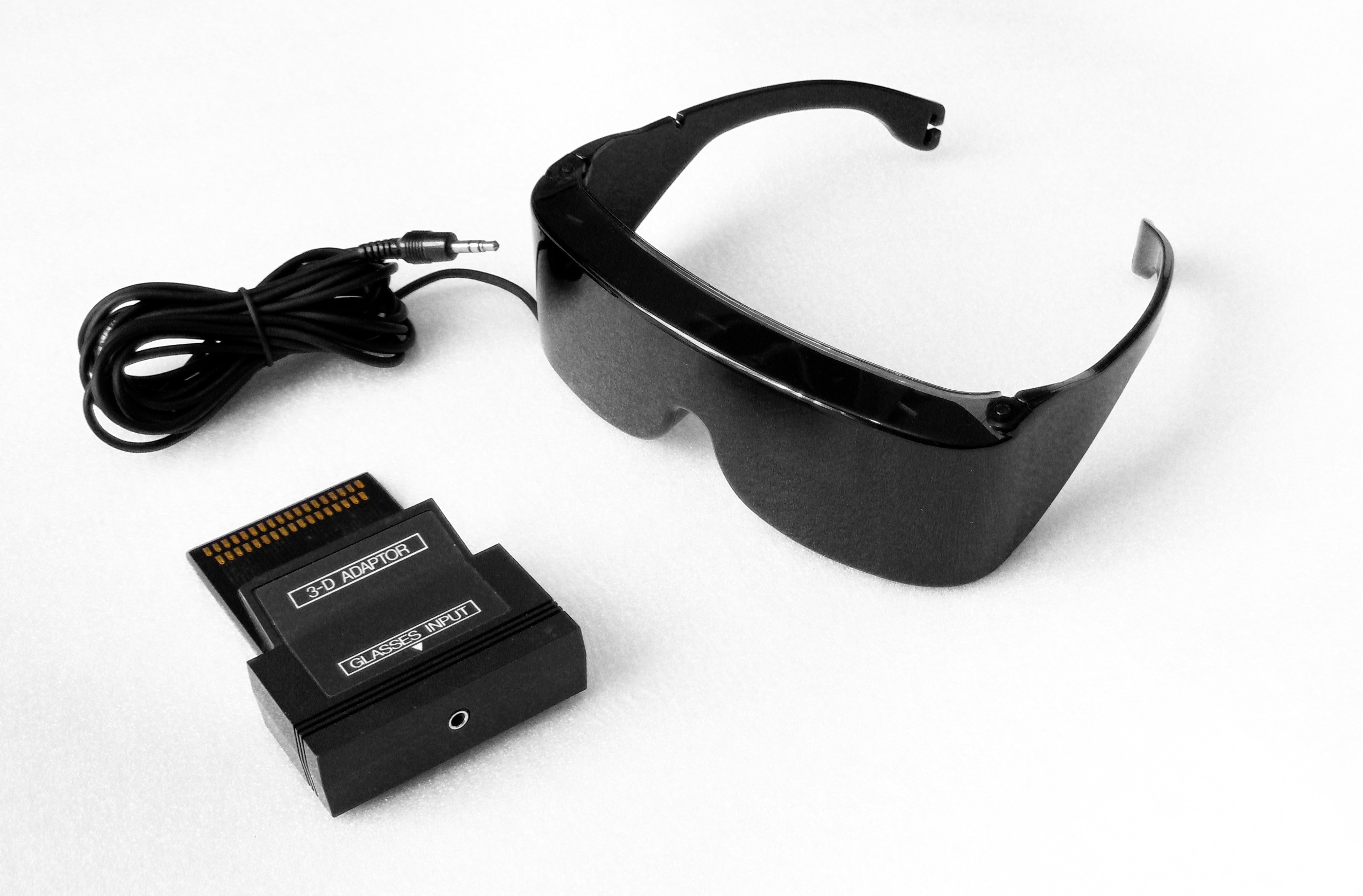
IMAX szinkronizált szemüveg
SegaScope

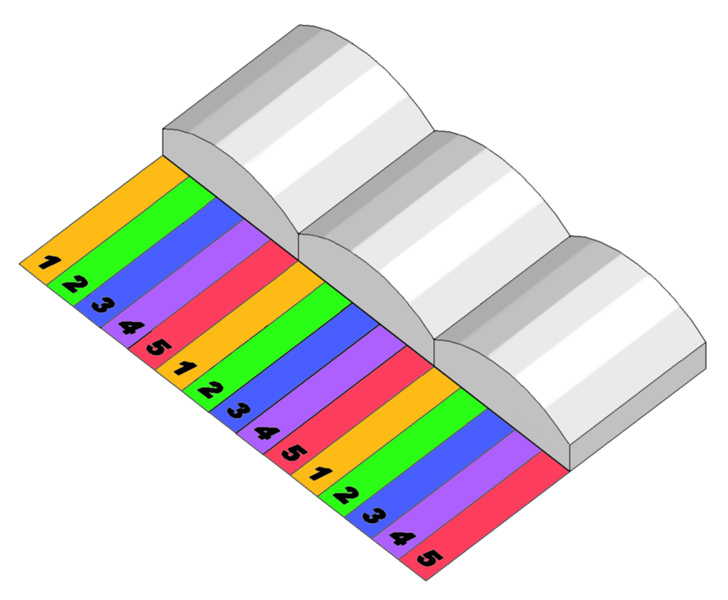
több töréspontú lentikális üveg

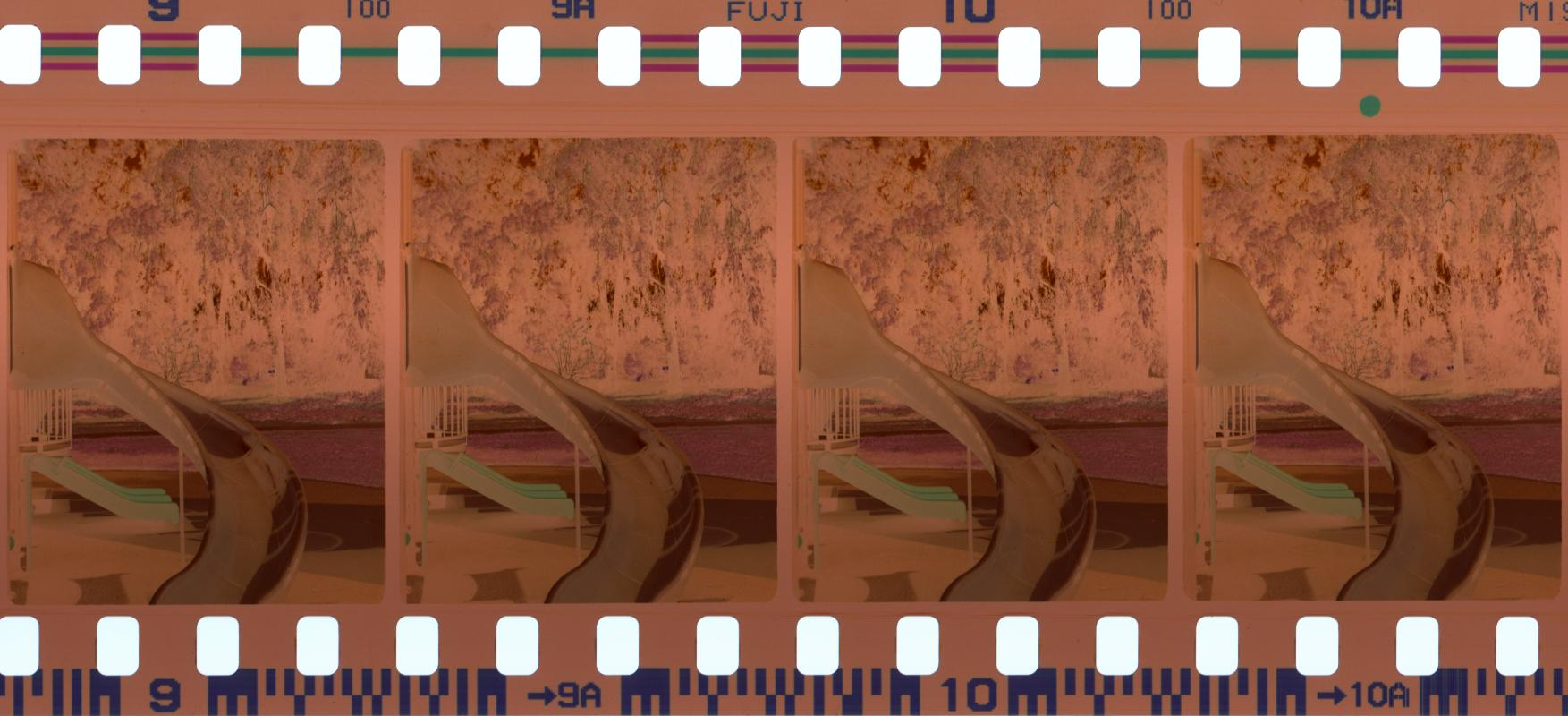
jobb- és bal kép felváltva követik egymást

## Fordítás
- Ez a szócikk részben vagy egészben  a   Lenticular_lens című angol Wikipédia-szócikk fordításán alapul.  Az eredeti cikk szerkesztőit annak laptörténete sorolja fel. Ez a jelzés csupán a megfogalmazás eredetét és a szerzői jogokat jelzi, nem szolgál a cikkben szereplő információk forrásmegjelöléseként.
- Ez a szócikk részben vagy egészben  a   List_of_computer-animated_films című angol Wikipédia-szócikk fordításán alapul.  Az eredeti cikk szerkesztőit annak laptörténete sorolja fel. Ez a jelzés csupán a megfogalmazás eredetét és a szerzői jogokat jelzi, nem szolgál a cikkben szereplő információk forrásmegjelöléseként.
- Ez a szócikk részben vagy egészben  a(z)   3-D_film című angol Wikipédia-szócikk fordításán alapul.  Az eredeti cikk szerkesztőit annak laptörténete sorolja fel. Ez a jelzés csupán a megfogalmazás eredetét és a szerzői jogokat jelzi, nem szolgál a cikkben szereplő információk forrásmegjelöléseként.